# Byzantinisch-bulgarische Kriege

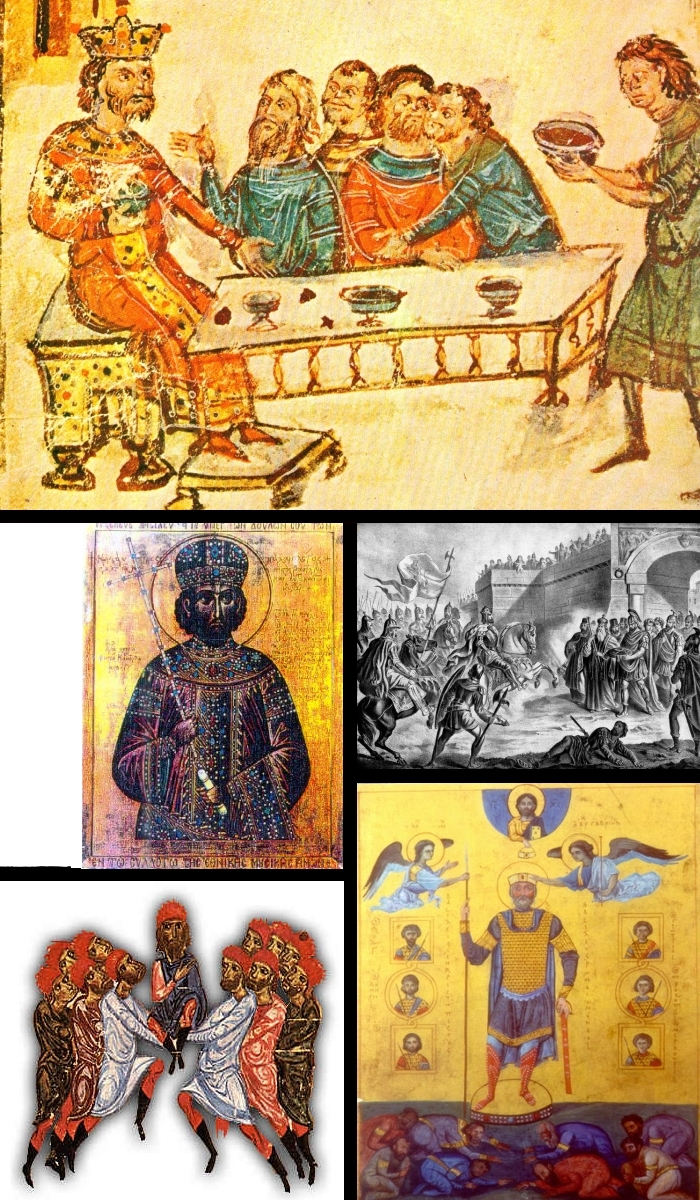
Von oben im Uhrzeigersinn: Khan Krum beim Siegesmahl nach dem Sieg über Kaiser Nikephoros I., Simeon I. vor den Toren von Konstantinopel, Basileios II. der Bulgarentöter, Aufständische Bulgaren verkünden Peter Deljan als ihren Zaren, Konstantin XI. – der letzte Kaiser des Byzantinischen Reiches

Die Byzantinisch-bulgarischen Kriege waren eine Reihe militärischer Auseinandersetzungen zwischen dem Bulgarischen Reich und dem Byzantinischen Reich. Sie zogen sich über den größten Teil des Mittelalters hin und fanden hauptsächlich auf der Balkanhalbinsel statt. Die byzantinisch-bulgarischen Kriege begannen bereits, bevor sich die bulgarischen Stämme unter der Führung von Khan Asparuch im letzten Viertel des 7. Jahrhunderts im Nordosten der Balkanhalbinsel niedergelassen hatten. Diese Kriege durchliefen mehrere Etappen. Bis zum Beginn des 9. Jahrhunderts gelang es Asparuchs Staat und seinen Erben, sich auf dem Territorium des Oströmischen Reiches (Synonym: Byzantinisches Reich) festzusetzen – in der Region zwischen dem Unterlauf der Donau und dem Balkangebirge. In der ersten Hälfte des 9. Jahrhunderts folgte eine rasche Ausdehnung des Reichs der Protobulgaren nach Süden und Südwesten – wiederum auf Kosten des Byzantinischen Reichs. Zuerst unter Khan Krum (regierte 803–814) und später unter Zar Simeon I. (regierte 893–927) wurde Bulgarien zu einer ernsthaften Bedrohung für das Byzantinische Reich. Im Laufe von drei Jahrhunderten waren die Bulgaren zusammen mit den Arabern die gefährlichsten Feinde für Byzanz.
Der Kampf gegen Byzanz war ein wichtiger Faktor für die Stärkung des bulgarischen Staates und seine Umwandlung in eine zentralisierte Monarchie. Nach den erfolgreichen Kämpfen gegen Byzanz erfolgte eine Expansion in die von Slawen besiedelten Gebiete, was Donaubulgarien nicht nur territorial, sondern auch in seiner ethnischen Zusammensetzung veränderte. Die Kriege behinderten die gegenseitige wirtschaftliche und kulturelle Beeinflussung zwischen Bulgarien und Byzanz nicht, da sie durch längere Friedensperioden unterbrochen wurden. Diese Beeinflussung wirkte besonders auf Bulgarien nach seiner Christianisierung 864 bis 866.
Die bulgarisch-byzantinischen Kriege fanden mit der Eroberung Bulgariens durch Byzanz unter Kaiser Basileios II. „dem Bulgarentöter“ im Jahre 1018 bis 1019 kein Ende. Während der Zeit der byzantinischen Herrschaft (bis 1186) erhoben sich die Bulgaren in einigen erfolglosen Aufständen. Erst der Aufstand von Iwan Assen I. und Peter IV. im Jahre 1185/86 führte dann zur Schaffung des zweiten Bulgarenreichs mit Tarnowo als Zentrum.
Anfang des 13. Jahrhunderts, unter Zar Kalojan, umfasste das wiederhergestellte Bulgarenreich erneut (wie bereits drei Jahrhunderte zuvor) Moesia, Thrakien und Makedonien. Bulgarien mischte sich 1204 bis 1261 sogar aktiv in den Kampf zwischen dem Despotat Epirus, dem Kaiserreich Nikaia und den westeuropäischen Kreuzrittern des Vierten Kreuzzuges ein, wobei es um die Nachfolge des zeitweilig vernichteten Byzantinischen Reiches ging.
Seit der zweiten Hälfte des 13. Jahrhunderts reduzierte sich die Feindschaft zwischen Bulgarien und Byzanz nur noch auf den Kampf um das Gebiet von Thrakien, da die militärische und politische Macht beider Länder verfiel und neue Regionalmächte (Ungarn, Goldene Horde, Serbien und die Türken) auftauchten.
Diese Feindschaft zwischen Bulgarien und Byzanz erleichterte das Eindringen der osmanischen Türken auf dem Balkan Mitte des folgenden Jahrhunderts, mit dem Ergebnis, dass das Bulgarenreich und das Byzantinische Reich von den Osmanen unterworfen wurden.

## Bulgarische Kriegszüge gegen Byzanz im 5. bis 6. Jahrhundert
Die Feindschaft zwischen den frühen Bulgaren (den sogenannten Protobulgaren) und Byzanz begann nach den ersten Wellen der Völkerwanderung. In der Zeit, als der Hunnenführer Attila im Jahre 453 starb, und während der nachfolgenden Zerfalls seines Staates gab es einige große ethnische Gruppen, die in historischen Quellen unter der Sammelbezeichnung „Bulgaren“ erwähnt werden.
Die einen siedelten in Pannonien (Teile des heutigen Ungarns, der Vojvodina und Slawoniens), die anderen in den Steppen um das Asowsche Meer. Die wechselseitigen Beziehungen waren nicht immer eindeutig: Byzanz war gezwungen die bulgarischen Angriffe auf seine Balkanbesitzungen zu ertragen (Diözese Thrakien und Illyrien) und gleichzeitig gute Beziehungen mit den Bulgaren zu unterhalten, die als Söldner im Kampf gegen die anderen Feinde des Byzantinischen Reiches gebraucht wurden, besonders gegen die Ostgoten. Die Umsiedlung der Ostgoten vom heutigen Ostbulgarien nach Italien im Jahre 488 gab den Weg für Überfälle der Bulgaren auf das Gebiet des Byzantinischen Reiches frei.
In den Quellen finden sich Berichte von großangelegten bulgarischen Angriffen gegen das Balkangebiet in den Jahren 493, 499 und 502. Allerdings sind diese Quellen nur bedingt vertrauenswürdig, da in diesen oft lediglich Sammelnamen benutzt wurden (z. B. Hunnen), anstatt mit ihren eigentlichen Ethnonymen.
Die bulgarische Bedrohung zwang Kaiser Anastasios I. (herrschte 491 bis 518), 512 die sogenannte Lange Mauer (auch Anastasiusmauer) zwischen der Schwarzmeerküste und dem Marmarameer, 50 Kilometer westlich von Konstantinopel, bauen zu lassen. Nach der Niederlage der byzantinischen Armee 499 in Thrakien gelang es dem Byzantinischen Reich nicht mehr den Bulgaren, effektiv Widerstand zu leisten. In den folgenden Jahren kam es deshalb während der letzten Herrschaftsjahre von Anastasios I. zu neuen Angriffen der Bulgaren, als diese den Heermeister (Heermeister) Vitalian (Byzanz) zur Rebellion gegen Anastasios I. anstachelten und unterstützten.

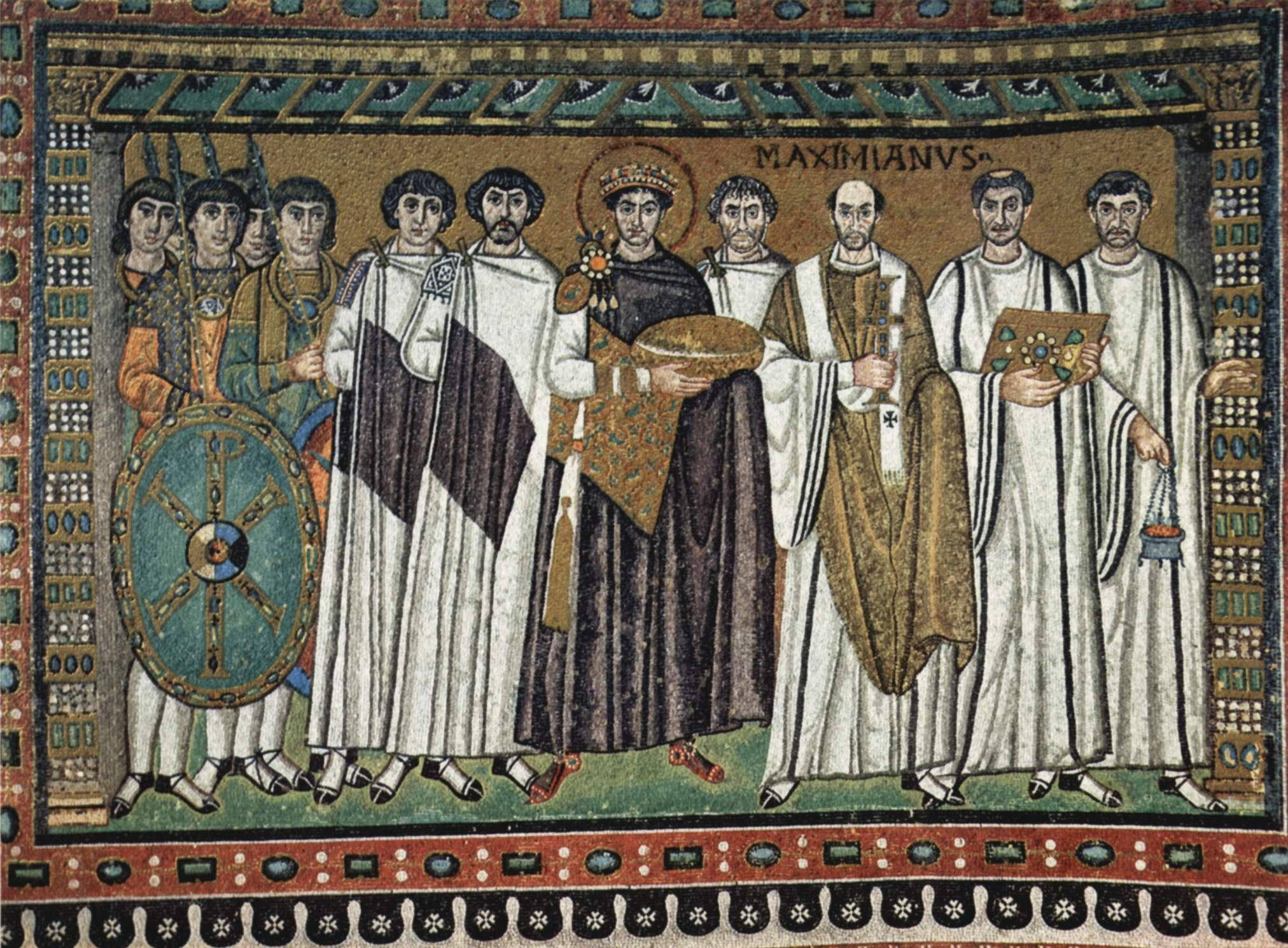
Justinian I. unter seinen Soldaten und Geistlichen (Mosaik in San Vitale in Ravenna)

Nach Berichten byzantinischer und westlicher Chronisten drangen die Bulgaren zur Zeit von Kaiser Justinian I. (527–565) fast jedes Jahr von Norden kommend über die Donau ein. Gleichzeitig gab es slawische Einfälle auf das Gebiet des Byzantinischen Reichs. Die militärischen Erfolge der byzantinischen Heerführer gegen die Eindringlinge in den Jahren 530 und 535 waren eine Ausnahme. Justinian I. war nicht in der Lage, ausreichend Truppen für die Verteidigung seiner Balkanbesitzungen zu entbehren, da er völlig mit Abwehrkriegen gegen das Sassanidenreich in Mesopotamien, Syrien und dem Kaukasus sowie mit der Eroberung Nordafrikas, Italiens und Spaniens von den germanischen Stämmen ausgelastet war. Deshalb ließ Justinian I. insgesamt 600 Festungen bauen, die einen Verteidigungsgürtel an der Donau, in Thrakien, den Rhodopen, Makedonien und Griechenland bildeten.

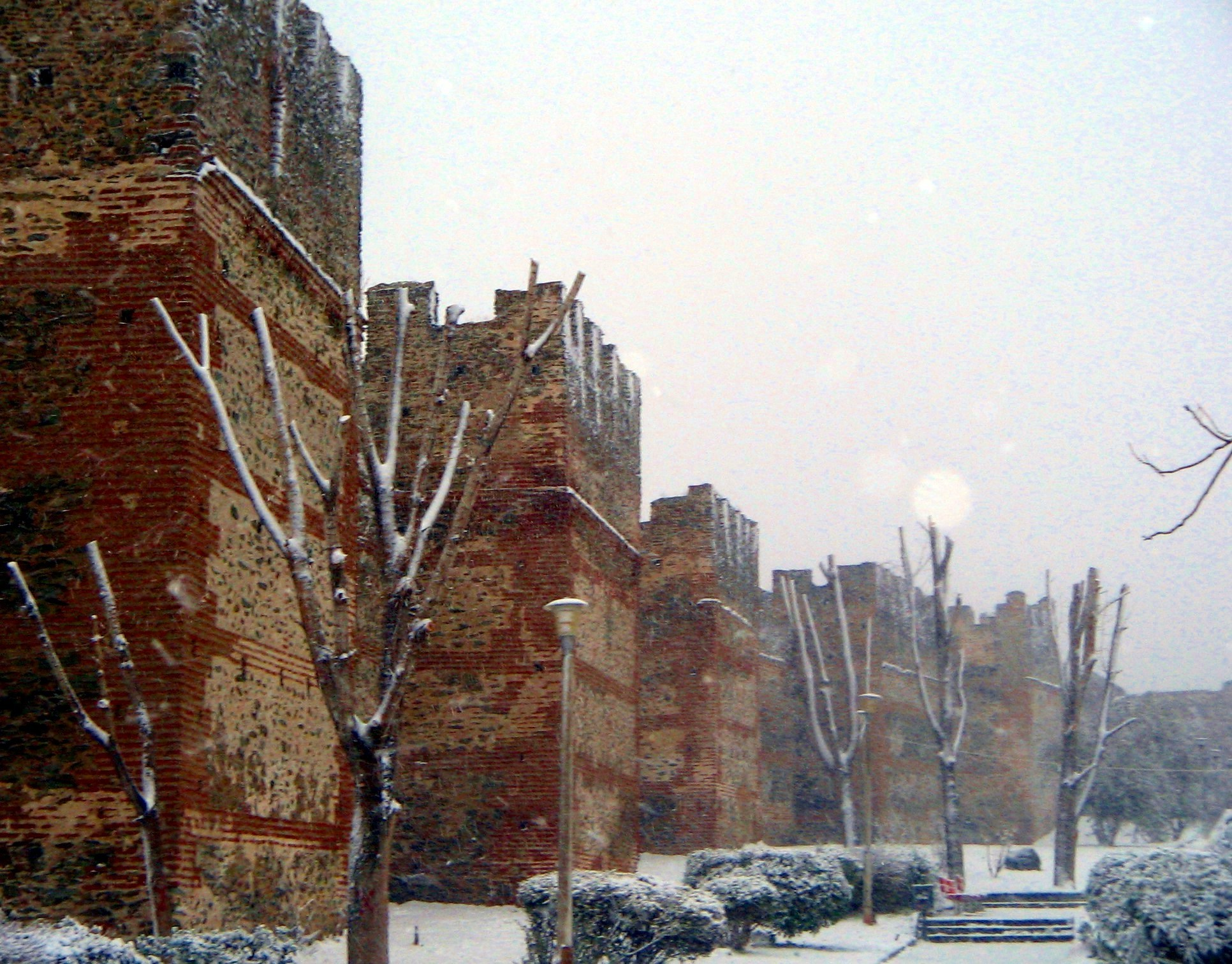
Die Stadtmauer von Thessaloniki

Diese großen Bauten hielten stand, setzen jedoch den Angriffen der Bulgaren, Slawen und anderer „Barbaren-Stämme“ kein Ende. Der Angriff der Bulgaren 539/540 erstreckte sich auf die Gebiete von der Adria bis Konstantinopel und ging mit einer Entvölkerung dieser Gebiete einher. In den 550er Jahren wurden die Gebiete südlich der Donau bis Konstantinopel, der Halbinsel Gallipoli und der Thermopylen von den Kutriguren unter Chinialus und Zabergan (auch Samur Khan genannt) geplündert. Um sie zu neutralisieren, griff Justinian zu diplomatischen Mitteln: Mit teuren Geschenken zog der Kaiser die Utiguren, das Nachbarvolk der Kutriguren, auf seine Seite und stachelte einen Krieg an, in dem beide Völker gegenseitig ihre Kräfte verschlissen.
Nach 568 fielen die pannonischen Bulgaren unter die Herrschaft des Awaren-Khaganats, setzten aber auch als Vasallen der Awaren ihre Kriegszüge gegen Byzanz fort. Es ist bekannt, dass Bulgaren aktiv an der Belagerung von Thessaloniki 618 (oder 622) beteiligt waren, ebenso an der Belagerung von Konstantinopel durch die Awaren 626. Ab Ende des 6. Jahrhunderts bis zur Ankunft der Bulgaren unter Asparuch und Kuwer auf der Balkanhalbinsel wurde Thessaloniki fünfmal von den Slawen belagert.

## Kriege zwischen Byzanz und dem Ersten Bulgarenreich (7. bis 11. Jahrhundert)

### Ansiedlung der Bulgaren auf der Balkanhalbinsel

Bulgarisch-byzantinische Kriege während der 680er Jahre

Nach dem Zerfall von Kubrats Großbulgarischem Reich in den 660er Jahren übersiedelten bulgarische Gruppen unter dem Druck der Chasaren von ihren Gebieten am Asowschen Meer nach Westen. Angeführt von Asparuch überquerten sie den Dnepr und den Dnister und erreichten das Gebiet um Onglos (die erste Siedlung von Asparuchs Bulgaren nach ihrer Ansiedlung an der unteren Donau), das an das Donaudelta reicht und an das Byzantinische Reich grenzte. Im folgenden Jahrzehnt fielen diese Bulgaren mehrmals in byzantinisches Gebiet ein und drangen dabei von Norden kommend über die Donau bis weit nach Süden vor, wobei sie sich das Vorrücken der Araber auf Konstantinopel zunutze machten.
Das veranlasste den byzantinischen Kaiser Konstantin IV. (668–685), einen großen Feldzug gegen sie zu unternehmen, nachdem er die Araber besiegt hatte. Der Feldzug gegen Onglos endete mit der Zerschlagung der byzantinischen Armee im Jahre 680. Sofort nach ihrem Sieg überquerten Asparuchs Bulgaren die Donau und besetzten das Gebiet bis zum Balkangebirge, das sie dem Byzantinischen Reich entrissen. Im folgenden Jahr war Konstantin IV. gezwungen, einen Friedensvertrag mit ihnen abzuschließen, in dem er seine Gebietsverluste anerkannte und sich verpflichtete, den Bulgaren Tribut zu zahlen.
Ungefähr zur gleichen Zeit erschienen auch andere Bulgaren auf der Balkanhalbinsel. Diese waren Untertanen von Kuwer, dem Bruder Asparuchs. Sie befreiten sich 674–684 von der Herrschaft der Awaren und verlegten ihr Siedlungsgebiet von Syrmien (heute Sremska Mitrovica zwischen den Flüssen Donau und Save) nach Makedonien. Nach einem erfolglosen Versuch, Thessaloniki einzunehmen, schlossen Kuwers Bulgaren einen Friedensvertrag mit Konstantin IV. Jedoch ging ihr Einfluss auf die in der Region lebenden Slawen fast vollständig zurück.
Die Bulgaren an der Donau und in Makedonien waren eng miteinander verbunden. Ihr Streben zur Unterwerfung und Herauslösung der örtlichen slawischen Bevölkerung aus dem Byzantinischen Reich zwang Justinian II., den Nachfolger Konstantins IV., die Friedensverträge zu brechen. Im Verlauf des Krieges 687–688 (oder 688–689) erzielte der Kaiser anfängliche Erfolge gegen die Bulgaren, und es gelang ihm, die Slawen in der Region Thessaloniki zu unterwerfen und einen großen Teil von ihnen nach Kleinasien umzusiedeln. In der Schlacht in der Schlucht Akontisma (nördlich von Kavala) erlitten die Truppen von Justinian II. jedoch eine schwere Niederlage durch die bulgarischen Truppen. Die Geschichtsforschung ist geteilter Meinung, ob es sich bei den bulgarischen Truppen um Asparuchs oder Kuwers Truppen gehandelt hat.
705 gab es erneut einen Krieg zwischen Bulgaren und Byzantinern. Der bulgarische Herrscher Khan Terwel kam mit seinen Truppen bis Konstantinopel und half Justinian II. dabei, Tiberios II. (698–705) die Macht zu entreißen und wieder auf den Thron zurückzukehren, den er zehn Jahre zuvor verloren hatte. Als Gegenleistung für seine Hilfe erhielt Khan Terwel von Justinian II. die Herrschaft über das Gebiet Sagore in Nordostthrakien. Drei Jahre später unternahm Justinian II. einen Kriegszug gegen die Bulgaren, um sich das Gebiet Sagore zurückzuholen, erlitt jedoch bei Anchialos eine Niederlage (Schlacht von Anchialos (708)). Trotz dieses Konflikts erhielt Justinian II. von Terwel militärische Hilfe bei den Auseinandersetzungen im Byzantinischen Reich im Jahr 711. Später kämpfte Terwel auch gegen Philippikos Bardanes, der den Thron von Justinian II. usurpiert hatte. Die bulgarische Reiterei hatte 712 den Bosporus erreicht und dabei erhebliche Verwüstungen angerichtet. 716 wurde ein Friedensvertrag geschlossen, mit dem die Grenzen von Thrakien festgelegt wurden, sowie ein jährlicher Tribut der Byzantiner an die Bulgaren. Ebenso wurden in diesem Vertrag die gegenseitigen Handelsbeziehungen und die militärische Hilfe geregelt, welche die Bulgaren Byzanz bei der Abwehr der Belagerung durch die Araber (Belagerung von Konstantinopel (717–718)) erweisen mussten. Der Friedensvertrag von 716 wurde fast vierzig Jahre lang eingehalten.

### Die Feldzüge Konstantins V. gegen die Bulgaren

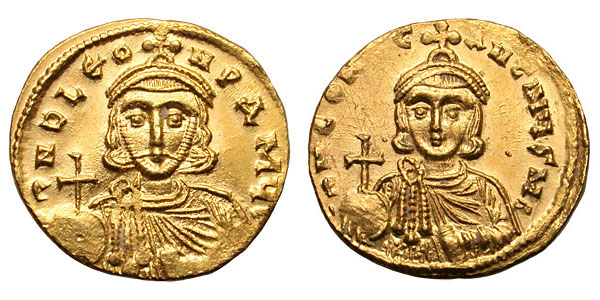
Konstantin V. und sein Vater Leo III.

Nachdem Kaiser Leo III. und Konstantin V. eine Reihe von Siegen gegen die Araber in Kleinasien und Syrien errungen hatten, verschob sich auch das Kräftegleichgewicht auf der Balkanhalbinsel.
755 brach Konstantin V. den Friedensvertrag von 716, als er Befestigungsarbeiten in Thrakien ausführen und Truppen aus Syrien und Armenien dorthin verlegen ließ. Die Strafaktionen der Bulgaren führten diese in ihren Feldzügen bis an die Anastasiusmauer, dort wurden sie jedoch von den Byzantinern zerschlagen.
Der Gegenschlag von Konstantin V. führte dessen Truppen bis zur thrakischen Grenzfestung Markeli (in der Nähe des heutigen Karnobat), wo die Bulgaren 756 erneut geschlagen wurden und gezwungen waren, um Frieden nachzusuchen. Drei Jahre später drangen die byzantinischen Truppen nach Donaubulgarien vor, wurden dort jedoch in der Schlacht am Rischkipass vernichtend geschlagen. Das war erst der Anfang einer Reihe von Feldzügen zu Land und zur See, mit denen Konstantin V. bestrebt war, den bulgarischen Staat zu vernichten. Die Feldzüge erstreckten sich über einen Zeitraum von 20 Jahren, in denen es heftige innere Machtkämpfe in Bulgarien gab und die Herrscher mehrmals wechselten.

Bulgarische Krieger schlachten Byzantiner ab

Mit Hilfe ihrer Flotte verwüsteten die Byzantiner mehrmals die bulgarischen Gebiete in der Nähe der Schwarzmeerküste nördlich des Balkangebirges. Im Sommer 763 besiegte Konstantin V. den bulgarischen Herrscher Khan Telez in einer großen Schlacht von Anchialos (763) (heute Pomorie).
Telez wurde bei Auseinandersetzungen getötet, die der Niederlage der Bulgaren bei Anchialos folgten. Seinen Platz nahm Khan Sabin (765–766) ein, der jedoch mit seinen Versuchen, einen Frieden mit Byzanz zu schließen, erfolglos blieb. Konstantin V. organisierte 765 einen groß angelegten Feldzug zu Land und zu See, der jedoch fehlschlug, nachdem ein starker Sturm einen bedeutenden Teil der byzantinischen Flotte auf dem Schwarzen Meer versenkte. Die Byzantiner drangen 767–768 erneut in das Gebiet der Bulgaren und des mit diesen verbündeten slawischen Stamms der Seweren ein (im östlichen Balkangebirge). Die nächsten Feldzüge von Konstantin V. folgten 773–774. Durch die für ihn erfolgreiche Schlacht von Berzitia 774 konnte der Kaiser einen Feldzug der Bulgaren gegen Makedonien verhindern, doch blieb sein Streben zur Eroberung Bulgariens letztlich erfolglos. Der Kaiser starb im September 775 bei der Vorbereitung des nächsten Angriffs gegen die Bulgaren. Nach dem Tod Konstantins V. erholte sich das Bulgarenreich von Auseinandersetzungen und Kriegen und wurde stärker als zuvor. Die Feindschaft zu Byzanz führte zu einer Annäherung der Bulgaren und der in der Region siedelnden Slawen.
Gegen Ende des 8. Jahrhunderts drangen bulgarische Truppen in Makedonien ein. Davon zeugt eine Niederlage, die sie 789 an der Struma den byzantinischen Truppen beibrachten.
Unter Khan Kardam erzielte Bulgarien 791–792 militärische Erfolge gegen die byzantinischen Truppen in Thrakien. Die nächste militärische Auseinandersetzung 796 endete wahrscheinlich mit einem neuen Friedensvertrag.
Die Wiederherstellung und das Überleben des bulgarischen Staates südlich des Unterlaufs der Donau im 7. und 8. Jahrhundert wurde durch das Balkangebirge ermöglicht, dass einen Sperrriegel nach Süden hin bildete und so den Bulgaren einen strategischen Vorteil bei der Verteidigung gegen anrückende byzantinische Truppen bot. Ein weiterer Faktor für das Überleben waren die menschlichen und materiellen Reserven, die das bulgarische Gebiet nördlich der Donau bereitstellte. Diese Gebiete waren nie von den byzantinischen Feldzügen zerstört worden. Hinzu kommt der militärische Druck, den das arabische Kalifat zur gleichen Zeit auf die Ostgrenzen des byzantinischen Reichs ausübte (siehe dazu Arabisch-byzantinische Kriege).
Nachdem das Byzantinische Reich in den 640er Jahren Ägypten verloren hatte, hatte der Balkan und insbesondere Thrakien eine größere wirtschaftliche Bedeutung für Byzanz als noch unter Kaiser Justinian I. Jedoch war Kleinasien überlebenswichtig für die Ernährung und Verteidigung Konstantinopels, und dort konzentrierte sich auch der Hauptteil der militärischen Ressourcen des Reiches. Diese Truppen wurden nur zu jenen Zeiten Richtung Balkan in Bewegung gesetzt, in denen die arabische Bedrohung schwächer war. Erst geben Ende des 8. Jahrhunderts wurde Thrakien durch eine langjährige Militär- und Ansiedlungspolitik der Byzantiner zu einer wirtschaftlichen vollwertigen und für Byzanz strategisch bedeutsamen Provinz. Dieser wirtschaftliche Aufschwung Thrakiens war jedoch nur kurzzeitig und fand durch die Krieg gegen Khan Krum ein Ende.
Bulgarien war ab Ende des 7. und während des 8. Jahrhunderts erneut dem Druck der Awaren von Nordwesten und der Chasaren von Nordosten ausgesetzt. Dieser Druck und die wirtschaftliche und demografische Übermacht des Byzantinischen Reichs war der Grund dafür, dass die bulgarischen Herrscher nur noch begrenzte strategische Ziele gegen Byzanz verfolgten. Eines der Ziele war die Gewinnung von wirtschaftlichen Vorteilen durch günstige Bedingungen für den Handeln und die Auferlegung von Steuern. Ein weiteres Ziel der Bulgaren war die Einnahme des südlichen Gebirgsvorlandes am östlichen Balkangebirge. Dort verlief der direkteste und bequemste Weg zur alten bulgarischen Hauptstadt Pliska, den die byzantinische Armee im Kriegsfall nehmen konnte.
Obwohl die Bulgaren in der Unterzahl und schlechter ausgerüstet waren, siegten sie in einigen entscheidenden Schlachten: einerseits dank ihrer ausgezeichneten Reiterei und andererseits dank ihrer geschickten Taktik. Durch Abwarten, plötzliche Angriffe und Gegenangriffe sowie Verfolgung des geschlagenen Feindes über große Distanzen errangen sie Siege in der Schlacht von Ongala (680), in der Schlacht von Anchialos (708) und in der Schlacht von Marcellae (792). Diese Taktiken verschafften den Bulgaren auch Vorteile zur Zeit der Kriege von Khan Krum gegen Byzanz.

### Vergrößerung des Bulgarischen Reichs bis zur Mitte des 9. Jahrhunderts

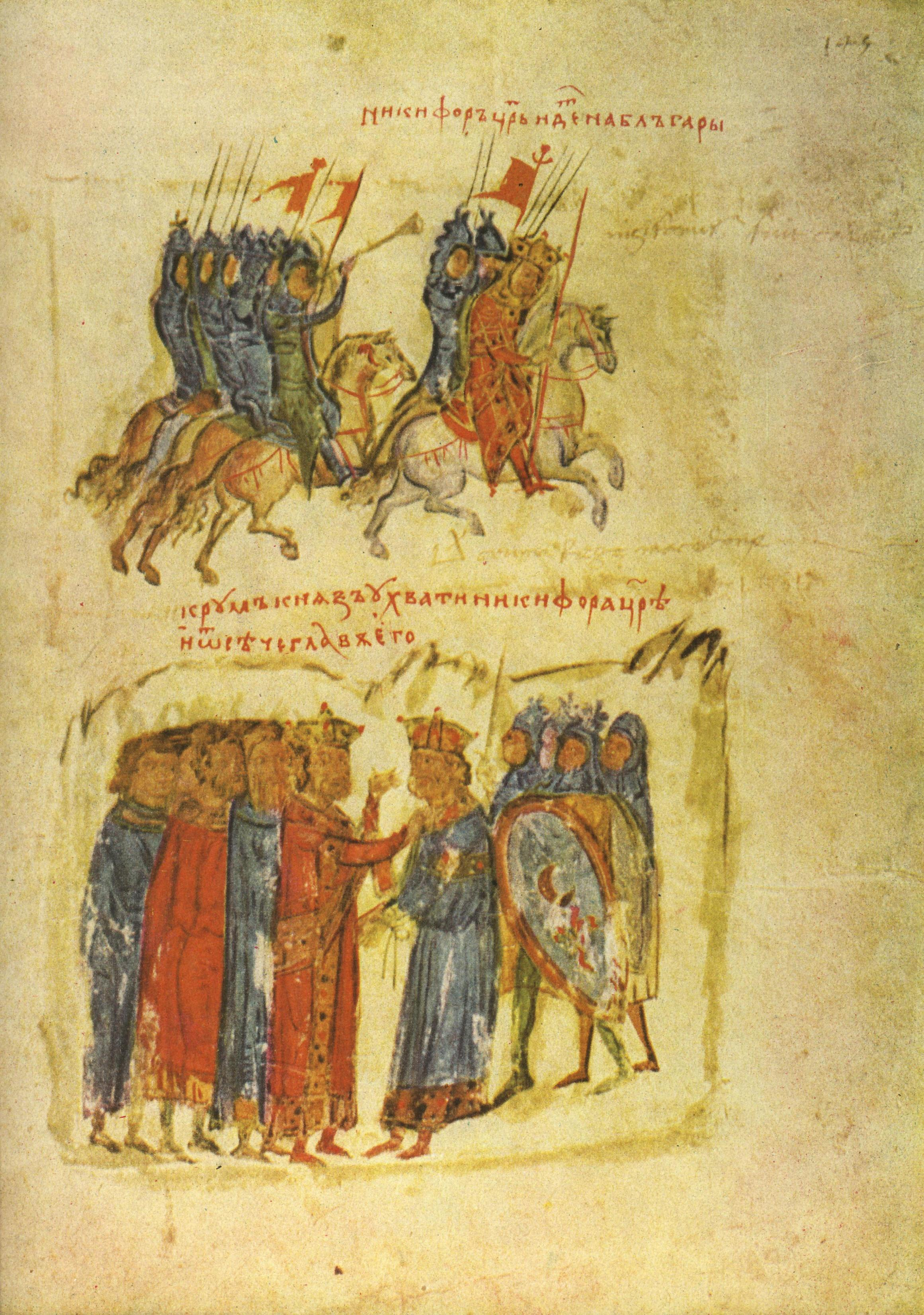
Feldzug von Kaiser Nikephoros I. gegen Bulgarien

Wie Konstantin V. verfolgten auch seine Nachfolger bis zum Anfang des 9. Jahrhunderts eine konsequente Politik zur Wiederherstellung der Macht des Byzantinischen Reichs im Inneren der Balkanhalbinsel und waren bestrebt die Grenzen zum Bulgarenreich hin zu festigen. Diesem Ziel dienten Feldzüge der byzantinischen Armee gegen die Slawen in Makedonien, Thessalien, Epirus und auf den Peloponnes in den Jahren 758, 783 und 805.
Die Gebiete, die unmittelbar an das Bulgarenreich grenzten, wurden von Byzanz kolonisiert und diese Bevölkerung zum Militärdienst verpflichtet. Nach seinen erfolgreichen Feldzügen gegen die Araber 756 und 752 siedelte Konstantin V. einen großen Teil der Umsiedler aus Armenien und Syrien in Thrakien an. Die zwangsweise Umsiedlung der Syrer im Jahr 778 wurde auch unter seinem Sohn Leo IV. fortgesetzt. Nikephoros I. verlegte die Militärbevölkerung von Kleinasien nach Thrakien und an den Flusslauf der Struma, um die immer häufigeren Angriffe der Bulgaren auf diese Gebiete zu beenden. Zu diesem Zweck wurde eine Befestigungslinie entlang des gesamten Südhangs des Balkangebirges errichtet: sie reichte von Deultum über Edirne und Philippopolis (heute Plowdiw) bis nach Serdica (heute Sofia). Der Versuch Nikephoros I., Bulgarien durch direkte militärische Angriffe zu vernichten, endete jedoch mit einer schweren Niederlage für ihn.
Der Kaiser unternahm 807 einen Feldzug gegen die Bulgaren in Thrakien. Der Feldzug wurde aber gleich zu Beginn wegen einer Verschwörung gegen den Nikephoros abgebrochen. Im folgenden Jahr 808 drangen bulgarische Truppen entlang der Struma tief nach Süden vor und zerschlugen (wahrscheinlich bei Serres) die byzantinischen Truppen, die den Zugang zum Ägäischen Meer kontrollierten. Khan Krum eroberte 809 die Stadt Serdica (heute Sofia). Der Versuch von Nikephoros I., wieder die Kontrolle über die Stadt zu erlangen hatte nur zeitweiligen Erfolg, und bald fiel Serdica endgültig unter die Herrschaft der Bulgaren, womit der Weg für Angriffe in Richtung Südwesten frei war. Durch ihre militärischen Erfolge stellten die Bulgaren die byzantinischen Versuche zur Assimilierung der slawischen Bevölkerung im Inneren der Balkanhalbinsel in Frage.

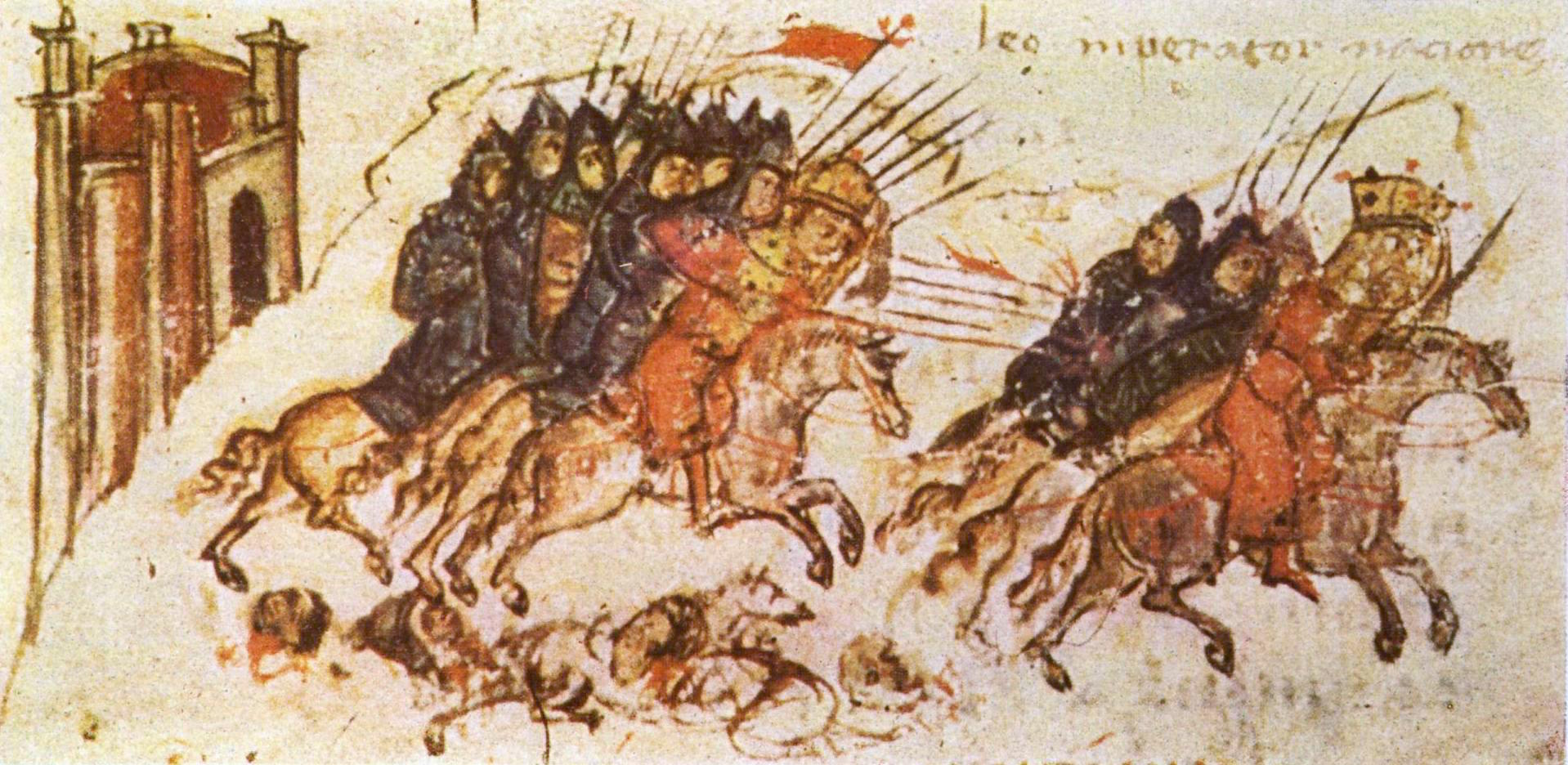
Niederlage der Byzantiner in der Schlacht von Adrianopel (813)

Im Sommer 811 sammelte Nikephoros I. einen bedeutenden Teil seiner Armee und unternahm einen Feldzug Richtung Norden über das Balkangebirge. In den ersten Schlachten wurden die bulgarischen Truppen geschlagen, und die Byzantiner nahmen eine der Residenzen von Khan Krum ein (wahrscheinlich Pliska). In der Folgezeit war die byzantinische Armee jedoch zum Rückzug gezwungen. Am 26. Juli 811 wurde sie in der Schlacht am Warbiza-Pass fast vollständig von den Bulgaren (verstärkt durch Slawen und Awaren) vernichtet. Unter den Gefallenen war auch der Kaiser.
Nach dem Sieg der Bulgaren unter Khan Krum in der Schlacht am Warbiza-Pass verlegte Krum die militärischen Aktivitäten nach Thrakien und nahm 812–813 eine Reihe von Städten ein (unter anderem Deultum, Mesembria und Adrianopel), wobei er sich mauerbrechender Rammböcke bediente, die er von den Byzantinern übernommen hatte. Das Byzantinische Reich hatte den Abschluss eines neuen Friedensvertrages mit Bulgarien abgelehnt, weshalb sich Krum zu diesen „Verteidigungsmaßnahmen“ veranlasst sah. Indem er von Konstantin V. abgetretenen Gebiete in Thrakien eroberte, verfolgte Krum das Ziel, Byzanz zum Abschluss eines für ihn günstigen Friedensvertrages zu nötigen. In der Schlacht von Adrianopel (813) zerschlugen die Bulgaren die von Kaiser Michael I. und dem zukünftigen Kaiser Leo V. kommandierte Armee. Danach kam Krum mit seinen Truppen bis Konstantinopel. Ein großer Teil der Bevölkerung des byzantinischen Thrakiens wurde in bulgarische Territorien nördlich der Donau umgesiedelt. Viele Städte (darunter auch diejenigen in Ostmakedonien) wurden von ihrer Bevölkerung, die vor den Bulgaren flüchtete, aufgegeben.

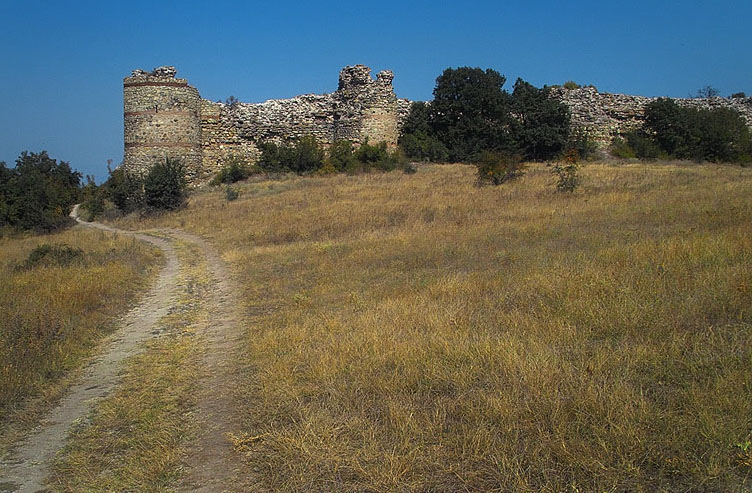
Festung Wersinikia (in der Nähe des heutigen Elchowo)

Kahn Krum starb im April 814 auf dem Höhepunkt der Vorbereitung eines entscheidenden Angriffs gegen Konstantinopel. Sein Sohn und Nachfolger Omurtag (814–831) setzte den Krieg fort, erlitt jedoch eine Niederlage durch Kaiser Leo V. in einer Schlacht in Thrakien. Beide Herrscher schlossen 815 für 30 Jahre einen Friedensvertrag, mit dem die Grenzen in Thrakien und die Beziehungen zur slawischen Bevölkerung im Grenzgebiet festgelegt wurden. Die friedlichen Beziehungen hielten bis zum Tod von Omurtag im Jahr 831 an. Nachdem es ab 820 mit Michael II. einen neuen Kaiser gab, war der Friedensvertrag erneuert worden. Omurtag half 823 Michael II. dabei, einen Aufstand des Gegenkaisers Thomas des Slawen abzuwehren.
Nach der Thronbesteigung von Khan Malamir (831–836) verstieß der byzantinische Kaiser Theophilos (829–842) gegen den Friedensvertrag. Die folgenden militärischen Auseinandersetzungen in Ostthrakien waren für die bulgarischen Truppen unter Führung von Kawkhan Isbul erfolgreich. Im Ergebnis dieses Sieges wurde die Stadt Philippopolis (heute Plowdiw) dauerhaft dem Bulgarenreich angegliedert. Die Feindschaft zwischen Bulgaren und Byzantinern verstärkte sich zu Beginn der Herrschaft von Khan Presian I. (836–852), weil die byzantinische Flotte den aufständischen Makedoniern geholfen hatte, aus den Gebieten des Bulgarenreiches jenseits der Donau zu fliehen (die Bewohner des byzantinischen Gebietes Makedonien, das heutige Ostthrakien, waren ein vor 25 Jahren von Krum gefangen genommen und umgesiedelt worden). Bulgarische Truppen unter Führung von Isbul halfen anfangs den Byzantinern gegen aufständische Slawen aus den Rhodopen und in der Region um Thessaloniki. Nachdem Byzanz den Frieden mehrmals gebrochen hatte, wendeten sie ihre Waffen gegen die Byzantiner. Obwohl es keine eindeutigen Zeugenaussagen gibt, wird angenommen, dass zu jener Zeit (es könnte 837–839 gewesen sein) die Westrhodopen und Makedonien (die heutige historisch-geografische Region) an Bulgarien angegliedert wurden.

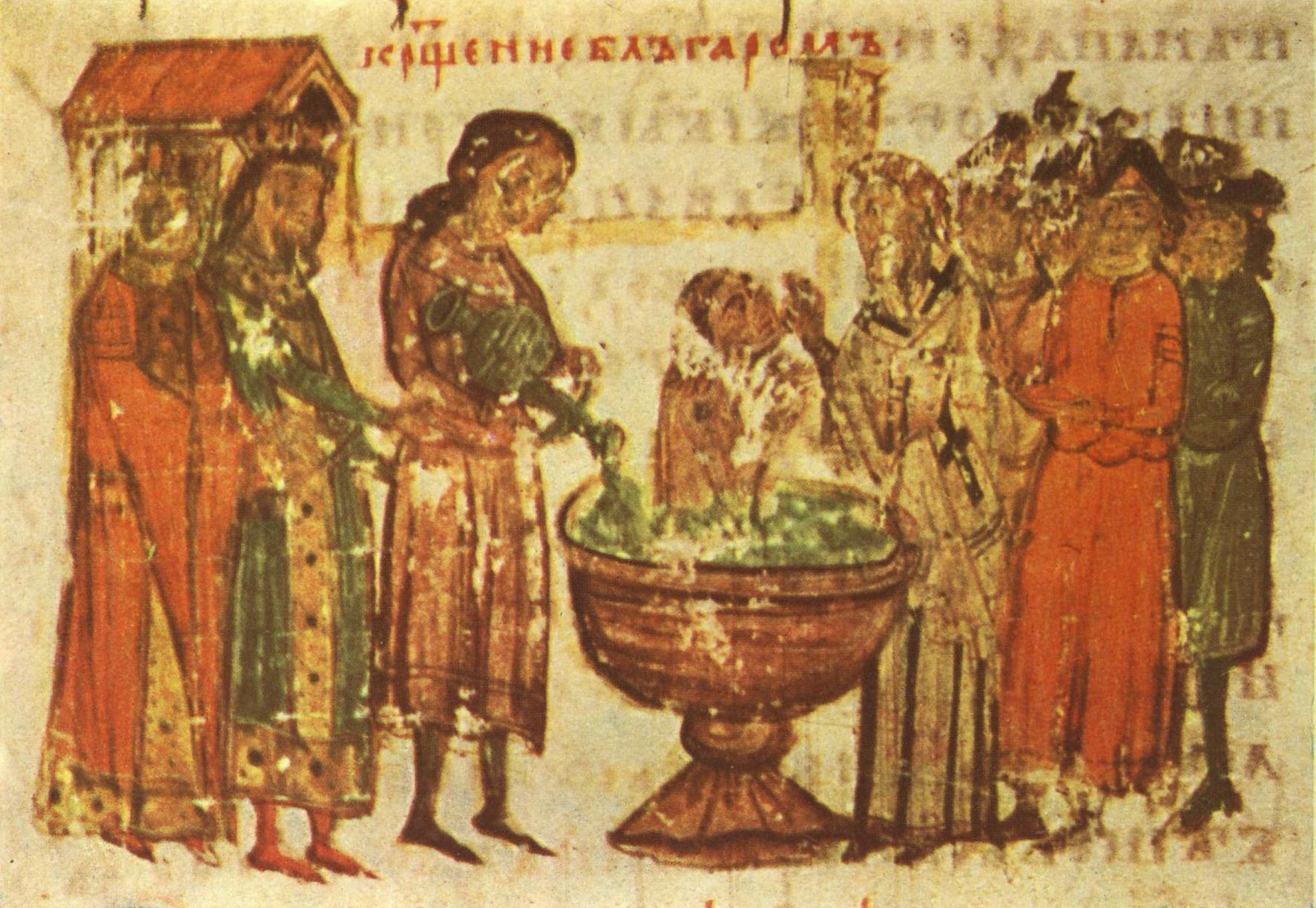
Die Taufe der Bulgaren

In den letzten Herrschaftsjahren von Presian I. (die mit dem Anfang der Herrschaft von Kaiser Michael III. in Byzanz zusammenfallen) brachen neue Kampfhandlungen in Thrakien aus. Diese dauerten auch am Anfang der Herrschaft von Khan Boris I. (später: Zar Boris I.) an und endeten 856 durch den Abschluss eines Friedensvertrages, auf dessen Grundlage Bulgarien einen Teil seiner thrakischen Gebiete abgab und dafür seine territorialen Neuerwerbungen im Südwesten bestätigt bekam. Der Krieg von 863 verlief erfolglos für Bulgarien, wurde aber mit einem lange anhaltenden Frieden beendet, nachdem sich Boris I. einverstanden erklärt hatte, zusammen mit seinem Volk den christlichen Glauben anzunehmen.

### Die Kriege von Zar Simeon dem Großen gegen Byzanz
Während des größten Teils der Regierungszeit von Boris I. (nach 863) und der kurzzeitigen Herrschaft von Wladimir Rassate herrschte Frieden mit Byzanz. Das Byzantinische Reich war erst wieder im zweiten Regierungsjahr von Simeon I. gezwungen, erneut gegen Bulgarien zu kämpfen. Die Kampfhandlungen begannen 894 und dauerten fast zehn Jahre an, wobei es gelegentlich wegen zeitweiliger Waffenstillstände Unterbrechungen gab. Das war der Beginn einer neuen Periode in den Beziehungen zwischen Byzanz und Bulgarien, die von Misstrauen und dem Bestreben der Vernichtung des Gegners geprägt war. Ein Vorzeichen für die wachsende Distanz zwischen den beiden Reichen war die Ablehnung der griechischen Sprache (893) in der bulgarischen Verwaltung und der bulgarischen Kirche und ihre Ablösung durch die altkirchenslawische Sprache.

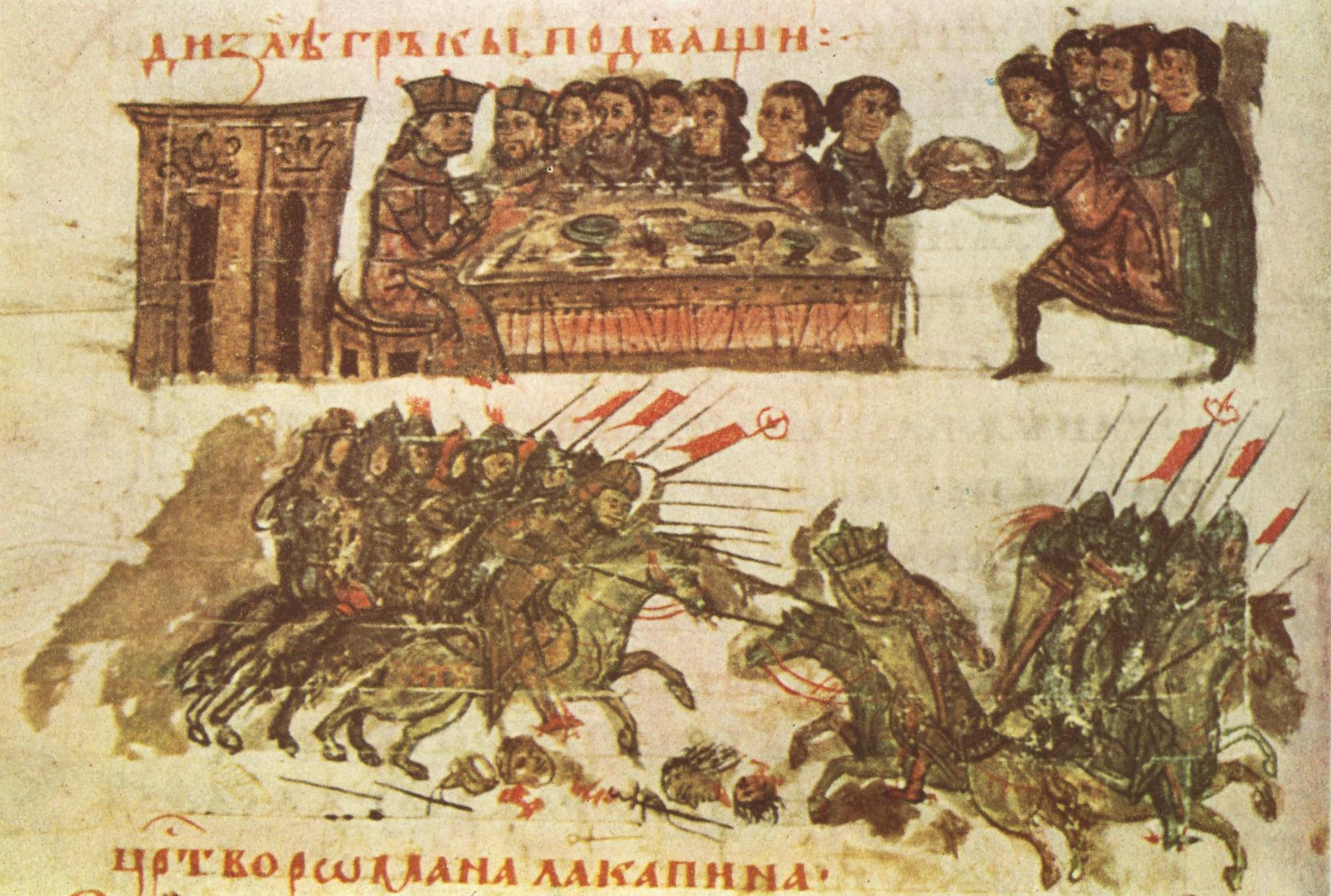
Bulgarischer Angriff gegen die Römer (Ρωμιοί) (die Eigenbezeichnung der byzantinischen Griechen)

Anlass für den Krieg von 894 war die Verlegung des Marktes für bulgarische Händler in Byzanz von Konstantinopel nach Thessaloniki und der Abschluss eines Bündnisvertrages zwischen den Byzantinern und den Ungarn, die zu jener Zeit die bulgarischen Gebiete jenseits der Donau bedroht haben. Im gleichen Jahr drang Fürst Simeon I. in Ostthrakien ein und zerschlug die geschwächten byzantinischen Truppen, die teilweise zur Abwehr der anstürmenden Araber in Kleinasien und Süditalien abgezogen worden waren.
Um den Verlauf des Krieges zu seinen Gunsten zu wenden, zog Kaiser Leo VI. (886–912) neue Truppen in Thrakien mit erfahrenen Heerführern zusammen und veranlasste zur gleichen Zeit die Ungarn dazu, das Bulgarenreich anzugreifen. Dazu setzte die byzantinische Flotte 894 die ungarische Reiterei über die Donau. Simeon I., dem durch die Ungarn eine Niederlage beigebracht wurde, führte Scheinverhandlungen für einen Friedensvertrag mit den byzantinischen Abgesandten.
Mit Hilfe der Petschenegen griff der Herrscher der Bulgaren 896 die Ungarn an und schlug sie in der Region Etelköz (auch Atelkuzu genannt). Sofort nachdem er sich den Herrschertitel gesichert hatte, drang Simeon I. in Ostthrakien ein und zerschlug die Hauptmacht der byzantinischen Armee in der Schlacht von Bulgarophygon (896). Drei Jahre später wurde ein Friedensvertrag geschlossen, in dem die bulgarischen Ansprüche auf den Verbleib des Marktes für die bulgarischen Händler in Konstantinopel befriedigt wurden.

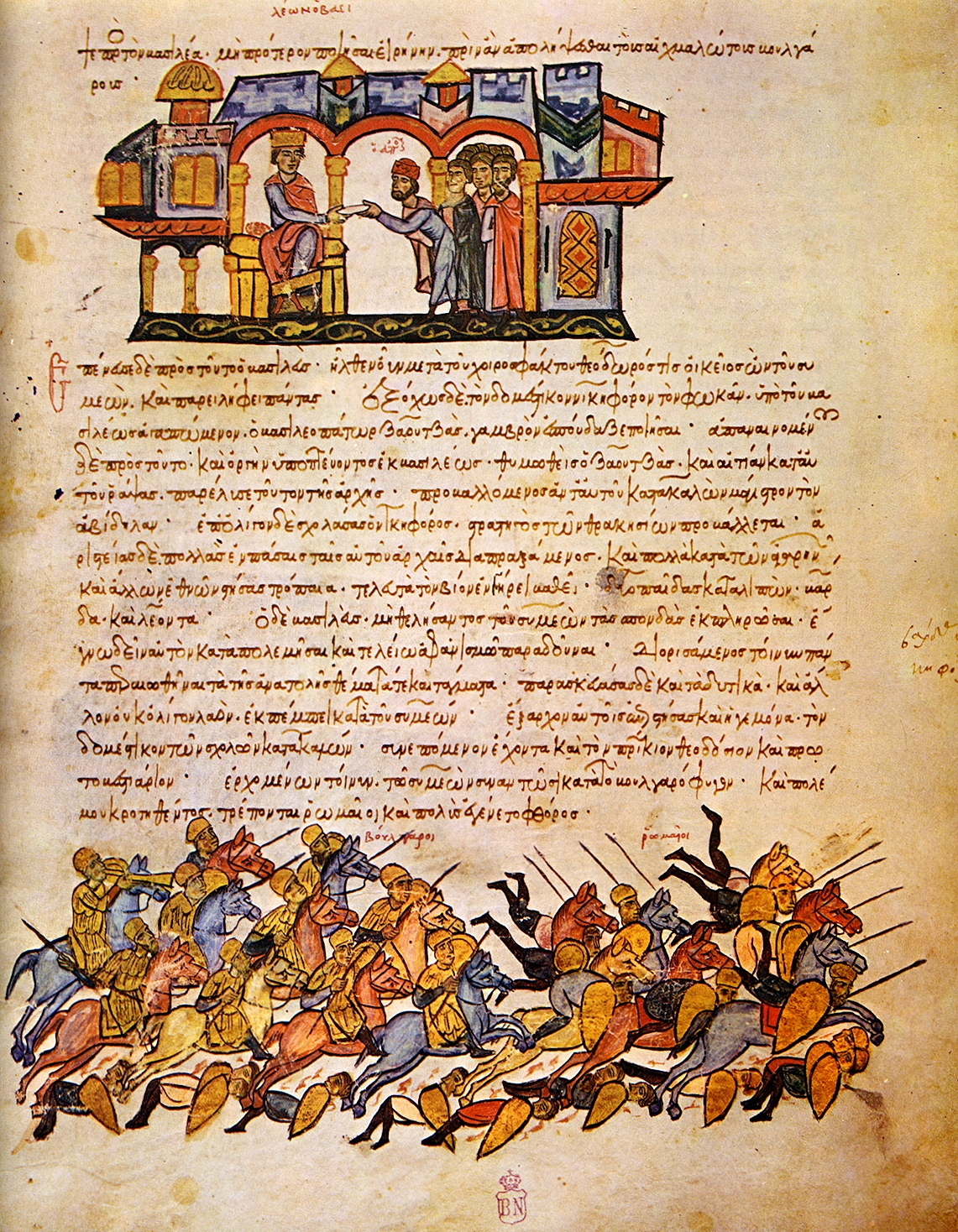
Die Abgesandten von Zar Simeon I. bei Leo VI. und die Schlacht von Bulgarophygon (896) (unten)

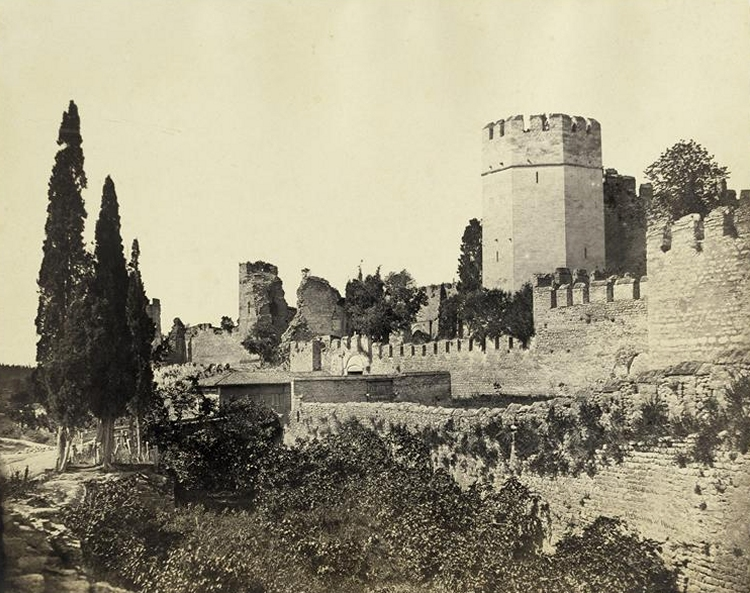
Teil der Festungsmauer von Konstantinopel (Bild von 1853)

Ein neuer Konflikt brach 901–902 aus, als Simeon I. den Byzantinern eine Reihe von Siedlungen wegnahm, die um Durrës (heute Albanien) herum gelegen waren. 904 wollten die Bulgaren Thessaloniki besiedeln, das zuvor im gleichen Jahr von den Arabern eingenommen worden und entvölkert worden war. Dieser Absicht der Bulgaren widersetzte sich Byzanz jedoch erfolgreich mit diplomatischen Mitteln. Die Grenze zwischen dem Byzantinischen und dem Bulgarischen Reich wurde näher an Thessaloniki herangeschoben und verlief nun ungefähr 20 Kilometer nördlich der Stadt.
Simeon I. unternahm 913 seinen nächsten Krieg gegen Byzanz. Sein Ziel war es, die Herrschaft Bulgariens über Südosteuropa herzustellen, indem er ein neues Imperium an Stelle des Byzantinischen Reiches errichtete, wozu er auch nach dem römischen Kaisertitel strebte. Simeon I. übernahm auch den Anspruch der Byzantiner auf die Führerschaft in der Gemeinschaft der christlichen Staaten. Während einer dynastischen Krise in Konstantinopel nach dem Tod Kaiser Leos VI. (912) ergeben sich für Simeon I. günstige Umstände für die Verwirklichung seiner Ziele. Der Erbe von Leo VI., Kaiser Alexander (912–913), lieferte den Vorwand für einen Krieg, als er das bulgarische Angebot für die Erneuerung des Friedensvertrages von 904 ablehnte. Im August 913 belagerte Simeon I. mit einer großen Streitmacht die byzantinische Hauptstadt von Land her. Zu dieser Zeit war Kaiser Alexander schon nicht mehr am Leben. Simeon I. trat mit Kaiser Konstantin VII. in Verhandlungen und wurde in Konstantinopel vom Patriarchen Nikolaus I. empfangen. Die Regentschaft des minderjährigen Konstantin VII. unter Leitung des Patriarchen Nikolaus I. schloss mit dem Herrscher der Bulgaren eine Abmachung. Simeon I. bekam die kaiserliche Krone, wurde jedoch nur als „Basileus (Kaiser) von Bulgarien“ anerkannt und nicht allgemein als „Basileus“. Simeon I. zog sich nach seiner Krönung zum Basileus der Bulgaren wieder nach Bulgarien zurück. Außerdem mussten sich die Regenten verpflichten, seine Tochter mit Konstantin VII. zu vermählen.
Kaiserin Zoe Karbonopsina (die Mutter Konstantins VII.) übernahm 914 die Regentschaft. Um den wachsenden bulgarischen Einfluss zu stoppen, kündigte sie die Vereinbarung zwischen Simeon I. und dem Patriarchen Nikolaus I. auf. Daraufhin schickte Simeon I. seine Truppen, die Adrianopel einnahmen und auch militärischen Druck auf die Byzantiner in Thessalonike und Dyrrhachion ausübten. Um dem militärischen Druck der Bulgaren standzuhalten, schloss Byzanz mit dem Kalifen in Bagdad einen Waffenstillstand und verlegte alle seine Truppen für eine Entscheidungsschlacht auf den Balkan. In der Schlacht von Anchialos am 20. August 917 erlitten die Byzantiner eine vernichtende Niederlage.

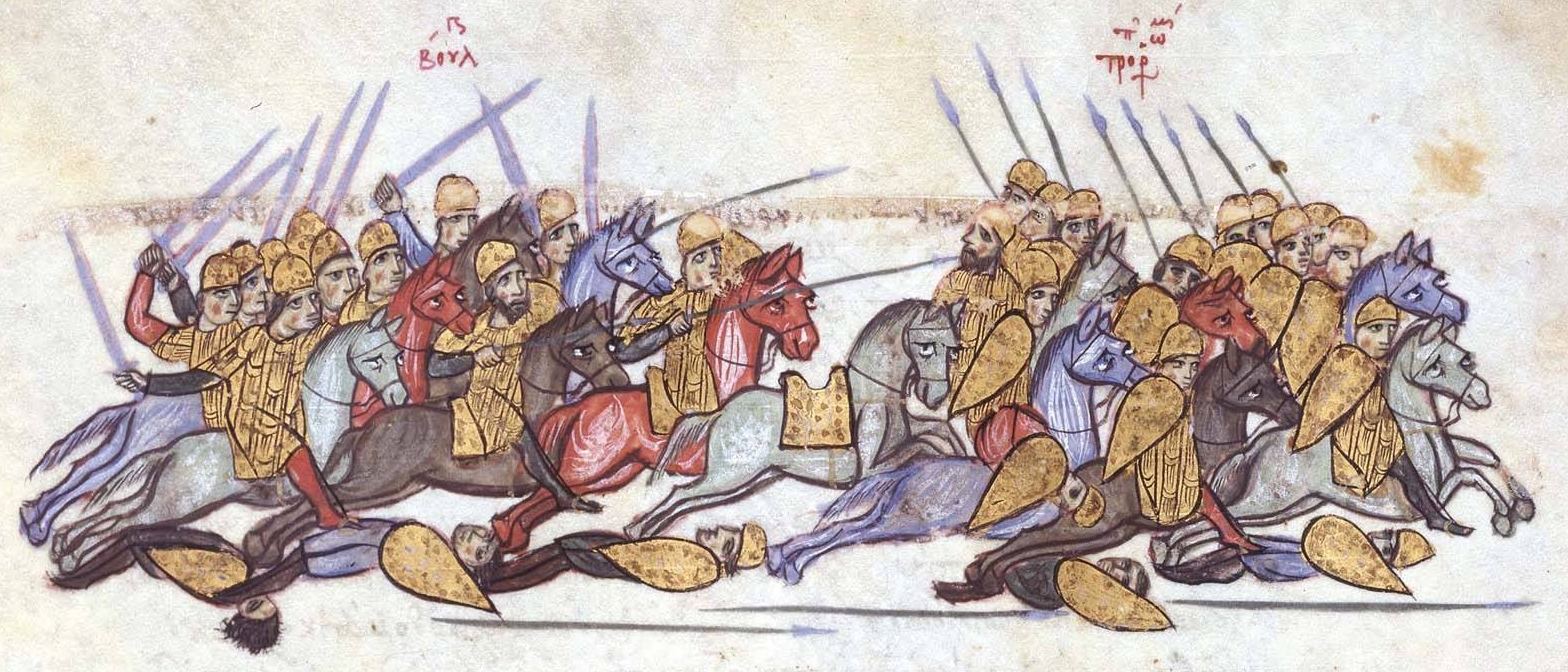
Sieg der Bulgaren über die Byzantiner in der Schlacht von Anchialos (917)

Nun beherrschte Simeon I. fast alle byzantinischen Gebiete auf der Balkanhalbinsel und erklärte sich zum „Basileus der Bulgaren und Rhomäer“. Die bulgarischen Truppen brauchen den Byzantinern noch eine Reihe weiterer Niederlagen bei: unter anderem in der Schlacht von Katasyrtai 917 und in der Schlacht von Pigae 922 und drangen bis zum Peloponnes vor. In byzantinischer Hand bleiben nur einige Enklaven, wie Thessalonike, Dyrrhachion und Konstantinopel. Simeon I. vermochte jedoch nicht Konstantinopel einzunehmen, die Belagerung misslang, weil er es nicht auf der Meerseite blockieren konnte. Zwei Versuche, ein Bündnis mit den Arabern zu schließen, die ihm ihre Flotte zur Verfügung stellen könnten, scheiterten.
Die Übermacht der Landstreitkräfte und das Fehlen einer bulgarischen Flotte bestimmten die Orte und den Charakter der Kriegshandlungen in dieser Zeit: die Byzantiner behielten die meisten ihrer Hafenstädte, welche die Bulgaren zu Land umgingen, ohne eine vollständige militärische Übermacht realisieren zu können. Da es ihnen unmöglich war, so viele Soldaten ohne Siege und Beutemachen über eine längere Zeit zu ernähren, verlegten die Bulgaren ihre militärischen Aktivitäten zeitweise nach Griechenland.
Gleichzeitig mit den militärischen Auseinandersetzungen im östlichen und südlichen Teil der Balkanhalbinsel führten das Byzantinische und das Bulgarische Reich einen Kampf um die Vormachtstellung in Serbien. Im Zeitraum 917–924 versuchte Byzanz, seine Anhänger auf den serbischen Thron zu bringen und sie gegen die Bulgaren anzustacheln. Letztendlich eroberte aber Simeon I. einen Teil der serbischen Gebiete.
Nach dem Tod von Zar Simeon I. am 27. Mai 927 schloss sein Sohn und Nachfolger Peter I. einen Frieden mit Romanos I., der rund 40 Jahre anhielt. Als Folge dieses Friedensvertrages erkannte Byzanz den Zarentitel des bulgarischen Herrschers sowie die Ernennung eines eigenen Patriarchen für die bulgarische Kirche an.

## Die Unterwerfung der Bulgaren durch das Byzantinische Reich

### Der Fall von Preslaw 971

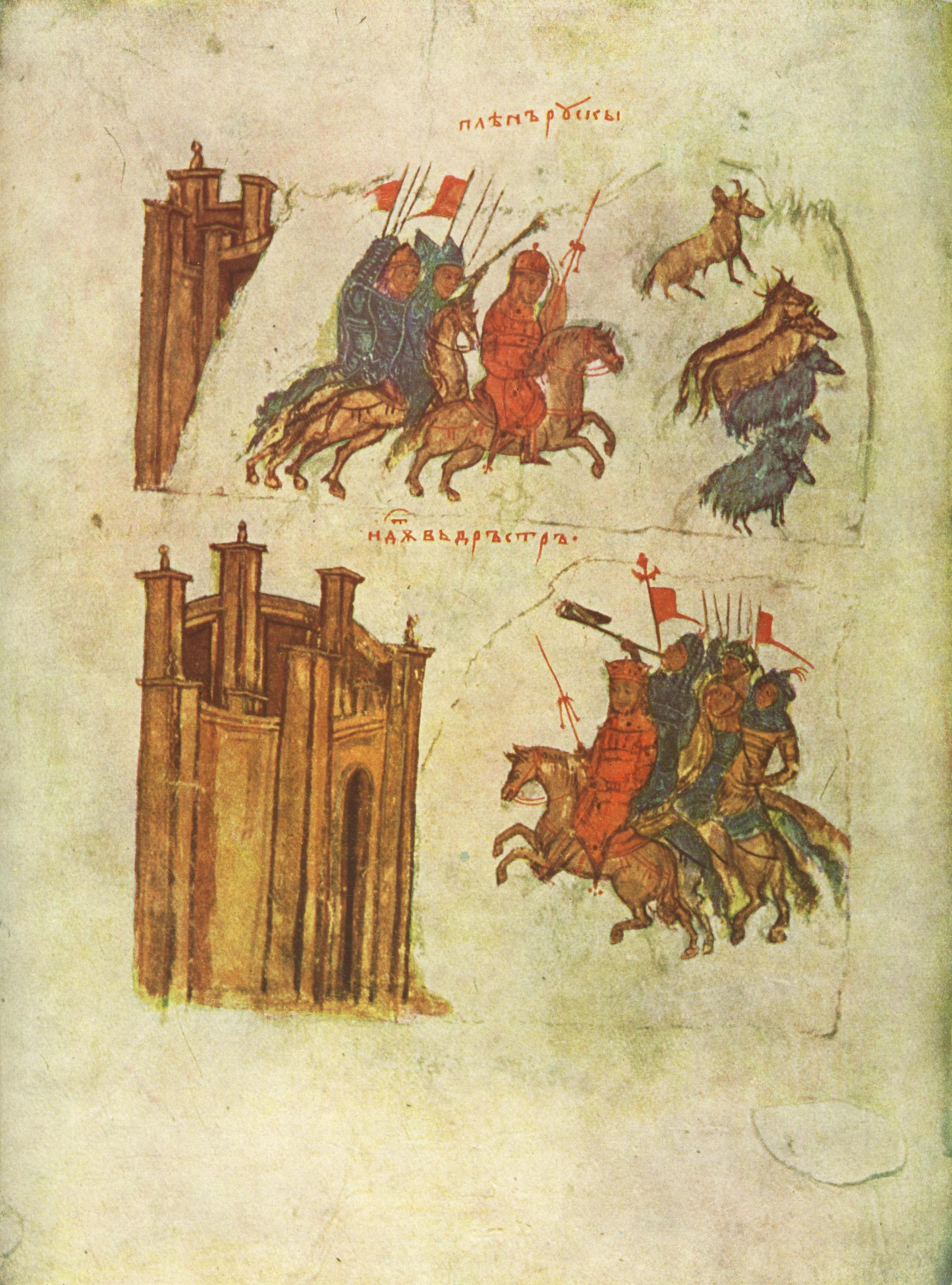
Der Angriff der Russen und der Feldzug von Kaiser Johannes Tzimiskes gegen Dorostolon (heute Silistra)

Unter Peter I. (927–969), dem Erben von Zar Simeon I., kam es zu einer militärischen und politischen Schwächung des Bulgarischen Reichs. Ein Grund dafür war auch das Auftauchen von starken Nachbarn im Nordosten: Ungarn, Petschenegen und Russen. Die Schwächung Bulgariens fiel mit dem Aufstieg des Byzantinischen Reichs zusammen, das in den 960er Jahren im Nahen Osten und im östlichen Mittelmeerraum entscheidende Erfolge im Kampf gegen die Araber erzielte.
Im Kampf gegen die Araber haben die Byzantiner ihre militärische Organisation und Kampftaktik vervollkommnet. Durch die Einführung schwerer gepanzerter Reiterei (Kataphrakt und Klibanophoros) hatte die byzantinische Armee deutlich an Stärke gewonnen. Die Stärkung der wirtschaftlichen Macht von Konstantinopel erlaubte es dem byzantinischen Kaiser die die byzantinischen und die ausländischen Söldnertruppen aufzustocken und dauerhaft in Dienst zu nehmen. Das erhöhte die Disziplin und den taktischen Zusammenhalt der schwerbewaffneten Infanterie.
966 endete die 40-jährige Friedensperiode zwischen Bulgarien und Byzanz. Einer der Anlässe für den erneuten Konflikt war die Weigerung von Peter I. das Eindringen der Ungarn zu stoppen. Die Ungarn waren durch Bulgarien in das byzantinische Thrakien eingedrungen. Der byzantinische Kaiser Nikephoros II. (963–969) unternahm einen Feldzug in den Südteil des Bulgarenreiches. Da er gleichzeitig mit den Arabern in Syrien im Krieg stand, wollte er gegen Peter I. nicht seine eigenen Kräfte aufbrauchen. Nach einer erfolgreichen Initiative der byzantinischen Diplomatie 968 (siehe Kalokyres) zog der russische Fürst Swjatoslaw I. mit einer starken Streitmacht zum Unterlauf der Donau. Die Russen eroberten das nordöstliche Gebiet des Bulgarenreiches (das heutige Bessarabien und die Dobrudscha). Zar Peter I., der ihnen mit seinen bulgarischen Truppen nicht standhalten konnte, starb Anfang 969. Sein Nachfolger, Boris II., war gezwungen sich Swjatoslaw I. zu unterwerfen und sich dessen Feldzug gegen Konstantinopel anzuschließen. Swjatoslaw I. verlegte die Hauptstadt des Kiewer Rus nach Weliki Preslaw.
Die bulgarischen und russischen Truppen kämpften 970 in Thrakien gemeinsam gegen die Byzantiner bei Arkadiopolis (heute Lüleburgaz). Um der Bedrohung durch die Russen ein Ende zu setzen, führte der neue Basileus Johannes Tzimiskes (969–976) seine Truppen in die Region nördlich des Balkangebirges. Im Ergebnis dieses Feldzuges eroberten die Byzantiner im April 971 Weliki Preslaw und im Juli Dorostolon (heute Silistra). Fürst Swjatoslaw I. war gezwungen sich aus Donaubulgarien (= Erstes Bulgarenreich) zurückzuziehen. Dort installierte Byzanz eine Militärverwaltung. Der bulgarische Zar Boris II. wurde als Gefangener nach Konstantinopel gebracht und musste dort öffentlich seine Machtsymbole abgeben, blieb jedoch offiziell Zar der Bulgaren. Damit war in den Augen von Byzanz die Existenz des Bulgarenreiches 971 beendet.

### Der Kampf von Samuil und seiner Nachfolger gegen den Basileios II.

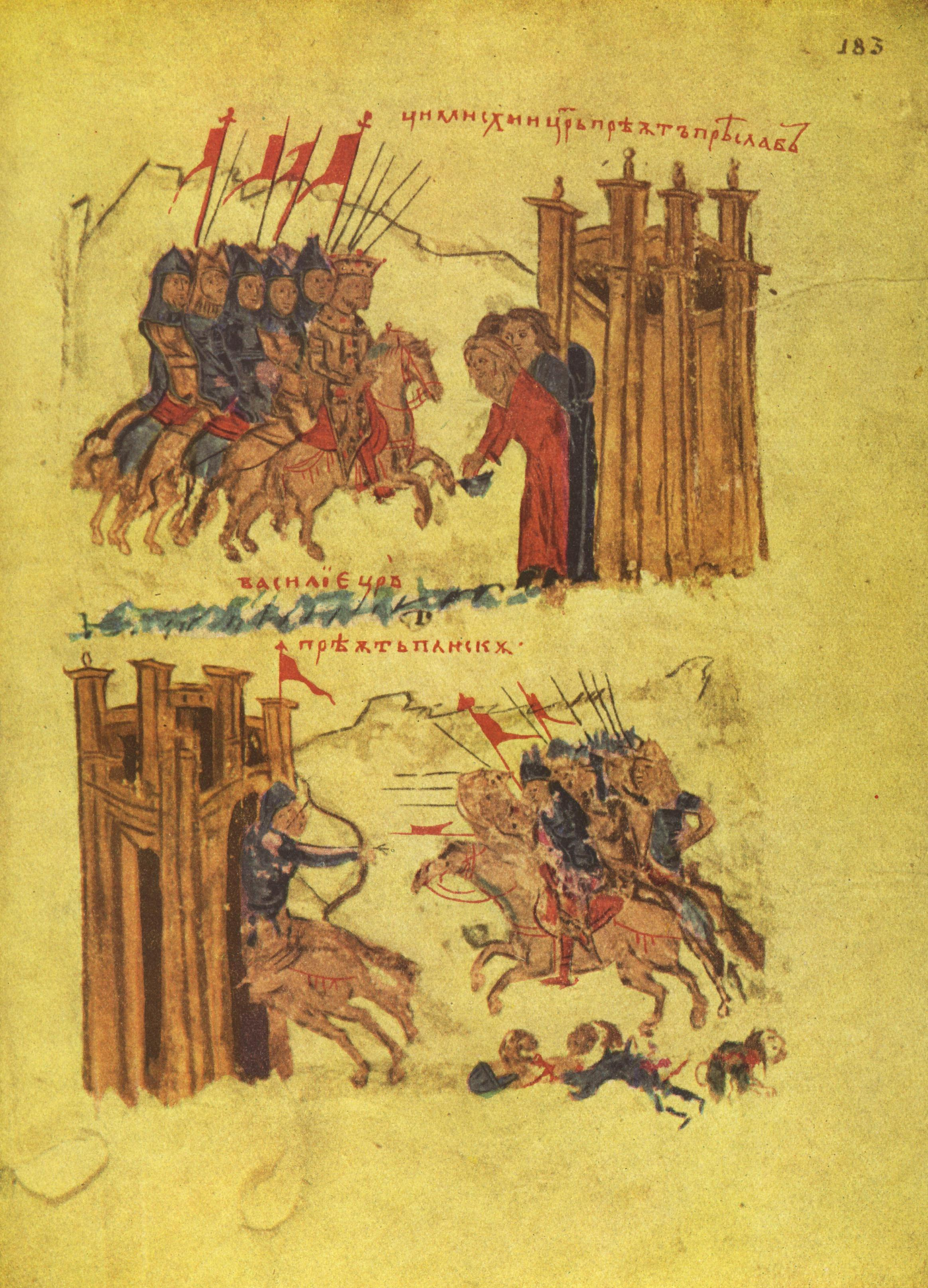
Die Eroberung von Preslaw durch Johannes Tzimiskes und von Pliska durch Basileios II.

Hauptartikel: Samuil, Schlacht am Trajanstor und Schlacht von Kleidion
Fünf Jahre später, 976, begannen die Bulgaren einen großangelegten Angriff aus dem Südostgebieten des ehemaligen Ersten Bulgarenreiches (= Preslawer Königreich) heraus. Diese Bulgaren weigerten sich die Herrschaft des Byzantinischen Reiches anzuerkennen (Aufstand der Komitopuli; von griech. κομιτοπούλος/komitopoulos = Sohn des Komit; Komit ist der Verwalter eines Komitats; gemeint sind die Söhne des Komiten Nikola). Unter Ausnutzung von ausgebrochenen internen Machtkämpfen im Byzantinischen Reich nach dem Tod von Johannes Tzimiskes unternahmen die vier Brüder-Komitopuli David, Mojsej, Aron und Samuil Militäraktionen gegen das heutige „Ägäismakedonien“ (Makedonien (geographische Region Griechenlands)) und Thessalien. Trotz der frühen Niederlage der ersten beiden Brüder und ihres Todes, erzielten die Bulgaren Erfolge gegen die lokalen byzantinischen Machthaber. Ab 978/979 hatte der freie Teil Bulgariens nicht mehr nur dem Titel nach einen Herrscher (Zar der Bulgaren), sondern auch einen tatsächlichen bulgarischen Herrscher – Zar Roman, dem Sohn von Zar Peter I. Roman war kurz zuvor die Flucht aus seiner byzantinischen Gefangenschaft gelungen. Byzanz lehnte es ab den Zarentitel der Erben von Boris II. anzuerkennen. Denn jeder Versuch das Bulgarenreich nach seiner symbolischen Vernichtung 971 (durch die feierliche Abgabe der Machtsymbole des bulgarischen Zaren Boris II.) wiederherzustellen oder fortzuführen stellte in den Augen von Byzanz einen Aufstand gegen die rechtmäßige Macht des Basileus dar. Das war einer der Gründe für die anhaltenden Kriege zwischen Kaiser Basileios II. und Zar Samuil. Es gibt die Hypothese, dass diese Kriege von 1005 bis 1014 unterbrochen wurden und dass Basileios II. in diesem Zeitraum den Zarentitel von Samuil zeitweise anerkannt hat.
Basileios II. unternahm 986, 10 Jahre nach seiner Inthronisation, einen Feldzug gegen Sredez (heute Sofia). Er scheiterte aber mit diesem Versuch Bulgarien mit einem einzigen Schlag zu unterwerfen, da er am 17. August 986 in der Schlacht am Trajanstor eine schwere Niederlage erlitt. 991 führte Basileios II. zum zweiten Mal selber einen Feldzug gegen die Bulgaren an. Dieser zweite Feldzug entfaltete sich zu einer ganzen Reihe von Feldzügen, die sich fast vier Jahre lang hinzogen – bis Anfang 995. Wie schon während der Herrschaftszeit von Zar Simeon, gewannen die Byzantiner die Serben als Verbündete für den Krieg gegen die Bulgaren. Es gab jedoch keine dauerhaften militärischen Erfolge.
In den Zeiträumen zwischen den Angriffen des byzantinischen Kaisers gelang es dem bulgarischen Anführer Samuil (ab 997 Zar Samuil) ehemalige bulgarische Gebiete im Nordosten zurückzuerobern und Byzanz ausgedehnte Gebiete im heutigen Albanien und Nordgriechenland (Durrës, Epirus, Thessalien) zu entreißen. Unmittelbar, nachdem Basileios II. gezwungen war seine Truppen nach Syrien zu führen, um dort den Angriff der Fatimiden abzuwehren, ging Samuil zum Angriff auf Thessaloniki über und brachte den lokalen byzantinischen Militärführern 995–996 eine Reihe von militärischen Niederlagen bei.
Danach begaben sich die bulgarischen Truppen nach Griechenland und drangen bis in den Süden der Peloponnes vor.
Erst der byzantinische Heerführer Nikephoros Ouranos beendete das Vordringen der Bulgaren in diese Richtung, als er die Truppen von Samuil und dessen Sohn Gawril Radomir in der Schlacht von Spercheios (996) zerschlug. Nach der Niederlage bei Spercheios änderte Samuil die Stoßrichtung seiner Angriffe. 998 organisierte er einen Feldzug nach Dalmatien gegen Städte an der Adriaküste, die dem byzantinischen Kaiser Untertan waren: Dubrovnik, Ulcinj, Kotor und Zadar. Während dieses Feldzuges unterwarf Samuil auch das Fürstentum Duklja, das sich 992–993 mit Byzanz verbündet hatte.
In den Kriegen gegen Basileios II. setzen die Bulgaren viel mehr auf Überfälle aus dem Hinterhalt als auf offene Schlachten. Das erklärt sich aus dem Verschwinden der schweren gepanzerten Reiter, die bis zu den Ereignissen 971 in den inneren Gebieten Bulgariens, das Gebiet zwischen dem Balkangebirge und der Donau, aufgestellt und bewaffnet wurde. Samuils Truppen bestanden hauptsächlich aus sehr beweglicher, jedoch nur leicht bewaffneter Infanterie und Reiterei, die sich im offenen Kampf nicht mit der zahlreichen, gut bewaffneten und disziplinierten byzantinischen Armee messen konnten.

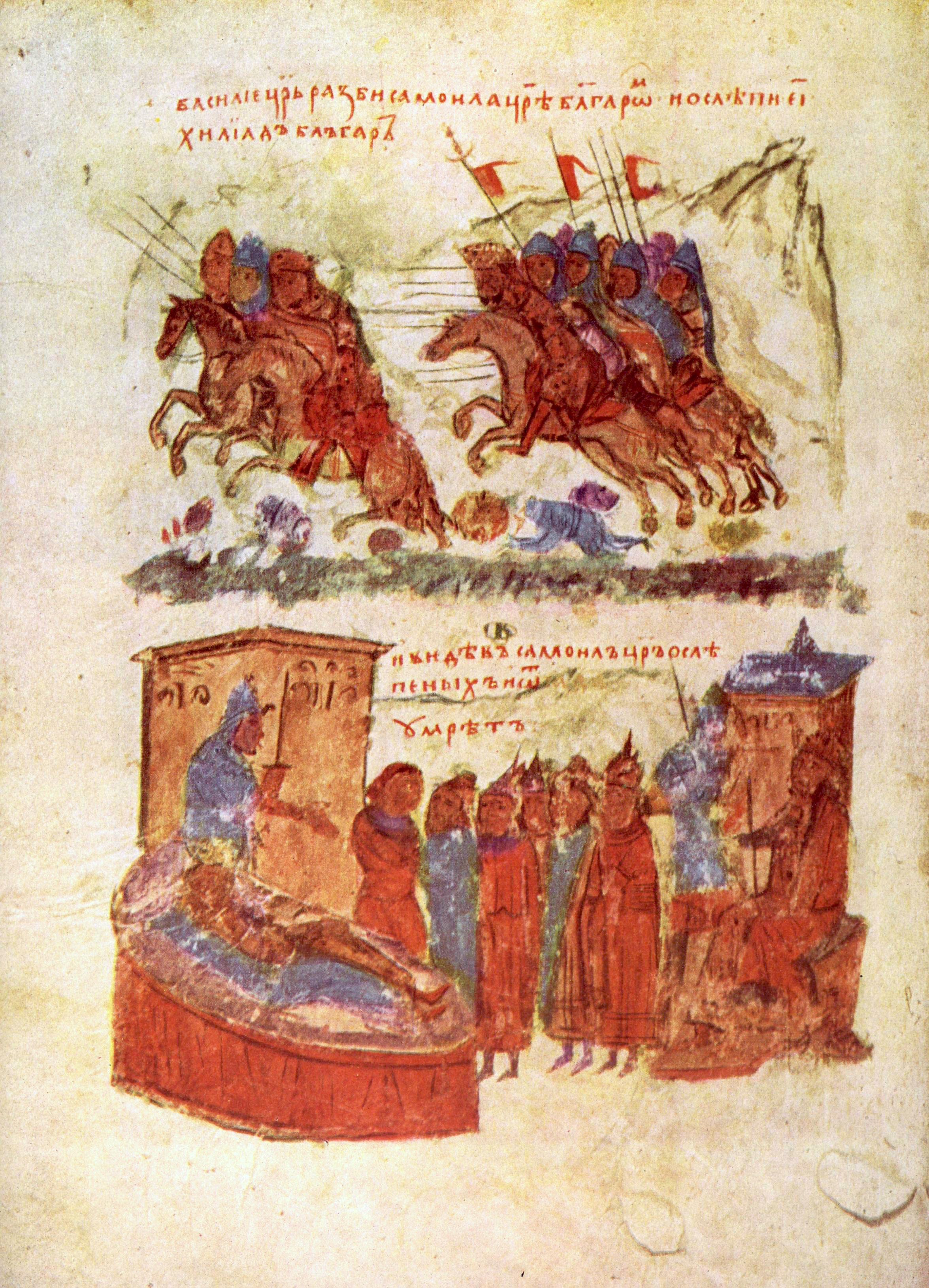
Niederlage der Bulgaren in der Schlacht von Kleidion (oben), Zar Samuil und seine geblendeten Krieger (unten)

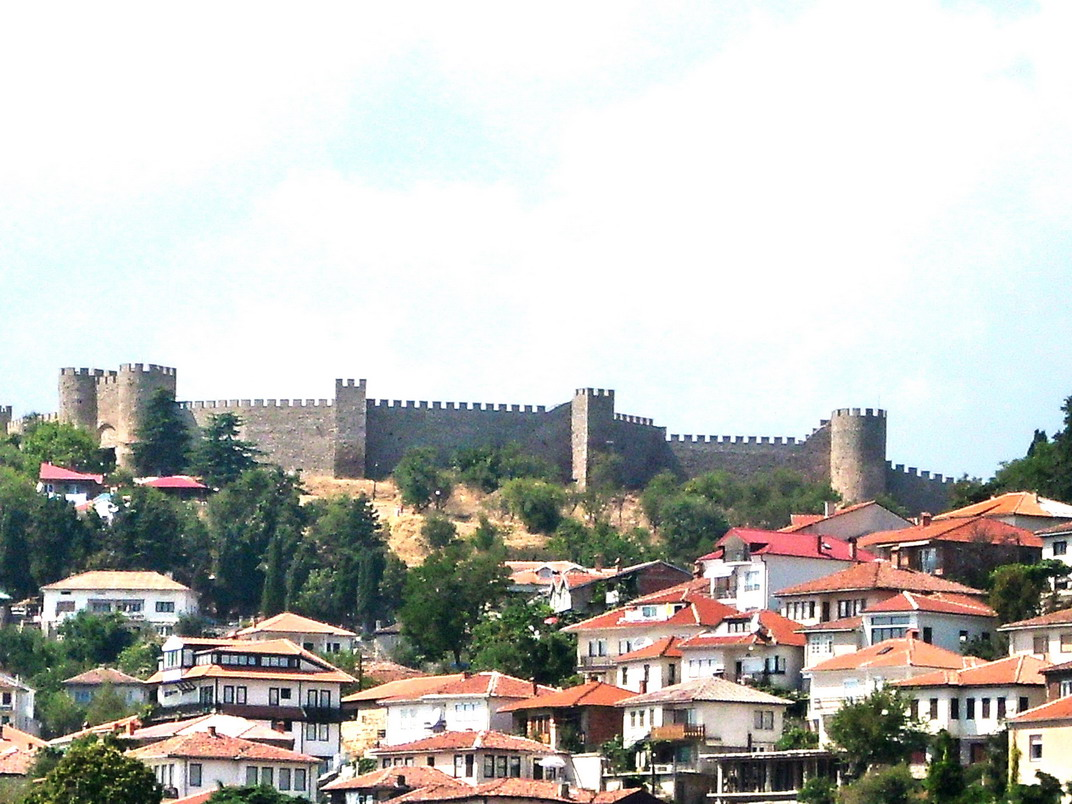
Blick auf die Samuil-Festung in Ohrid. Im Frühjahr 1015 hielten die Verteidiger der Festung Basileus II. stand, nachdem seine Truppen bereits die Stadt und den Fuß des Burgberges eingenommen hatten.

Ab dem Jahr 1000 kam es zu einer Wendung im Krieg. Nachdem der byzantinische Kaiser Basileios II. einen zehnjährigen Frieden mit dem Fatimiden-Herrscher al-Hākim bi-amr Allāh geschlossen hatte, gingen die Byzantiner dazu über systematisch die Randgebiete des Bulgarenreiches zu erobern. Von 1000 bis 1003 erzielten sie dabei bedeutende Erfolge. Samuil verlor zuerst seine Nordostgebiete mit den Städten Weliki Preslaw und Pliska. Dann fielen die bulgarischen Festungen Thessalien, entlang des Flusslaufs des Aliakmonas und in Südostmakedonien (Edessa). Die Stadt Widin wurde nach 8-monatiger Belagerung eingenommen. Danach drang der byzantinische Kaiser mit seinen Truppen in Skopje ein, wobei er sich auf das Bündnis mit dem ungarischen König Stephan I. stützte. Zar Samuil verlor 1005 auch noch den Adriahafen Durrës. 1006–1007 wurden die im Bulgarenreich verbliebenen Gebiete erneut durch einen byzantinischen Angriff verwüstet. Der Versuch der Bulgaren einen Gegenangriff auf Thessaloniki zu starten war erfolglos, weil sie 1009 eine Niederlage in der Schlacht von Kreta bei Thessaloniki (Zar Samuil gegen Kaiser Basileios II.) erlitten.
Im Sommer 1014 kam es zu einer Entscheidungsschlacht bei dem Dorf Klutsch (griechisch: Κλειδίον / Kleidion) in einem engen Tal nördlich des Belasiza-Gebirges (zwischen Belasiza- und Ograschden-Gebirge gelegen).
Dort wurde das bulgarische Heer am 29. Juli 1014 umzingelt und von den Byzantinern gefangen genommen. Auf Befehl von Basileus II. wurde rund 14.000 bulgarische Soldaten geblendet. Danach erhielt Basileios II. den Beinamen Bulgaroktónos (Bulgarentöter bzw. Bulgarenschlächter). Im gleichen Jahr, Anfang Oktober 1014, starb Zar Samuil. nach seinem Tod brachen Machtkämpfe unter den bulgarischen Boljaren aus. Ein Teil der Boljaren neigt dazu, sich Byzanz zu unterwerfen. Wegen des Charakters der militärischen Aktionen zieht sich der Kampf aber trotzdem in die Länge. Byzanz ist gezwungen jede bulgarische Festung einzeln einzunehmen: durch Gewalt oder Diplomatie. Die Bulgaren nutzten weiterhin mit Erfolg die geografischen Vorteil der in großen Teilen gebirgigen Region für ihre Überfälle.
Trotz einiger Niederlagen der Byzantiner:
- Schlacht von Strumitza (August 1014; Zar Gawril Radomir gegen Theophylaktos Botaniates†)
- Schlacht von Bitola (1015; Zar Iwan Wladislaw gegen Georgios Gonitsiates und Orestes)
- Belagerung von Pernik (1016)
- Belagerung von Kastoria (1017)

hatte Basileos II. die militärische Übermacht auf seiner Seite.
Beide Erben von Zar Samuil, Zar Gawril Radomir (1014–1015) und Zar Iwan Wladislaw (1015–1018) kamen um: der erste im Ergebnis einer von der byzantinischen Diplomatie angezettelten Verschwörung, der zweite in der Schlacht bei Durrës Anfang 1018. Weder seinem Sohn von Iwan Wladislaw, Presian II., noch seinem Woiwodeen Iwaz gelang es einen größeren Widerstand gegen Basileus II. zu organisieren. Die Mehrzahl der bulgarischen Boljaren unterwarfen sich freiwillig dem Byzantinischen Reich. Nach der Eroberung von Syrmie im Jahre 1019 war Bulgarien endgültig unterworfen.

## Aufstände der Bulgaren gegen die byzantinische Herrschaft

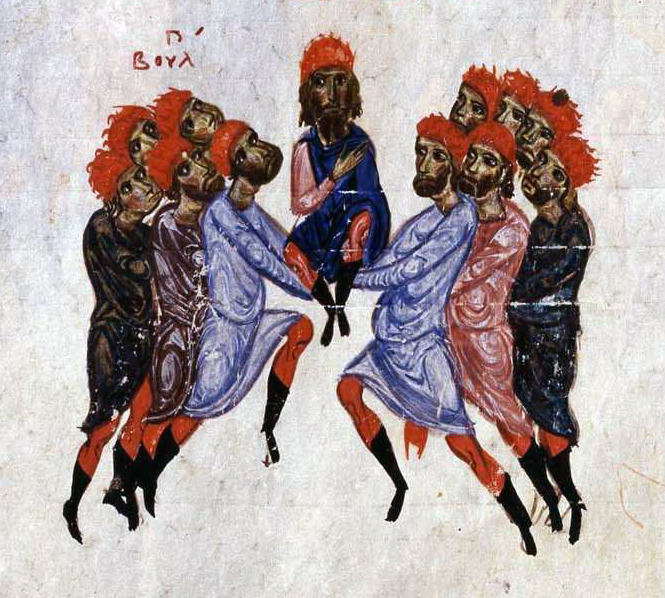
Aufständische Bulgaren wählen Peter Deljan zu ihrem Zaren

Nach dem Tod von Basileus II. erlebte Byzanz eine Periode des Niedergangs. Im 11. Jahrhundert erhoben sich die Bulgaren zu einigen Aufständen gegen die byzantinische Herrschaft. Am größten waren die Aufstände von Peter Deljan (1040–1041) und Georgi Voitech (1072) in den westlichen Gebieten des ehemaligen Bulgarischen Reiches. Von geringerem Umfang war der Aufstand in Thessalien (1066), der Aufstand in der Donauregion (1074), der Aufstand in Sredez (heute Sofia) und Mesembria (heute Nessebar) (1078/1079) und der Aufstand in der Oblast Plowdiw (1084–1086). Unter der Dynastie der Komnenen Ende des 11. Jahrhunderts und während des größten Teils des 12. Jahrhunderts erstarkte das Byzantinische Reich wieder und unterband die Befreiungsversuche der Bulgaren.
Der Aufstand von 1040 bis 1041 begann in der Morava-Region (um den Fluss Morava) unweit von Belgrad und breitete sich dann nach Süden bis auf die Peloponnes aus. Auslöser des Aufstandes war die Ablösung der bulgarischen Geistlichen unter Leitung des Erzbistums Ohrid durch griechische Geistliche und die Einführung von Steuern (in Form von Geldabgaben) statt der Naturalabgaben, wie sie zu Samuils Zeiten üblich waren. Die Aufständischen haben Peter Deljan als ihren Zaren ausgerufen (es wird angenommen, dass er Enkel von Samuil ist) und einen Angriff nach Süden unternommen. Die wichtigen byzantinischen Stützpunkte Skopje und Durrës wurden eingenommen und Thessaloniki drohte ebenfalls eine Eroberung, nachdem der byzantinische Kaiser Michael IV. gezwungen war vor Deljans Truppen zu flüchten. Die Bulgaren eroberten Thessalien und drangen tief nach Griechenland (Elada) vor, wobei sie die byzantinischen Truppen bei Thiva schlugen. Eine Wendung trat ein, als Alusian, Sohn von Iwan Wladislaw, im Lager der Aufständischen auftaucht. Der Angriff auf Thessaloniki endete mit einer schweren Niederlage der Bulgaren. Die nachfolgende Spaltung zwischen den Anhängern von Deljan und den Anhängern von Alusian erleichterte den byzantinischen Gegenangriff. Alusian erlitt eine Niederlage durch die Byzantiner und schloss sich dann ihrer Seite an. Deljan wurde nach der Schlacht von Ostrowo (1041; Zar Peter II. gegen Kaiser Michael IV.) gefangen genommen. Der Sieg der Byzantiner war endgültig, nachdem sie den Widerstand von Manuil Iwaz bei Prilep gebrochen hatten und den Widerstand des Wojwoden Botko in der Festung Bojana (bei Sredez).
1072 unternahm ein anderer Abkömmling von Samuil, Konstantin Bodin (Sohn des serbischen Königs Mihailo Vojislavljević und Enkel von Samuils Tochter Kosara), einen zweiten Versuch, das Bulgarenreich wiederherzustellen. Dieser Aufstand begann im Amselfeld (Prizren) und breitete sich dann in zwei Richtungen aus:
- Richtung Niš im Norden und
- Richtung Ohrid und Kastoria im Süden

Mit serbischer Hilfe gelang es den Bulgaren, unter Führung von Konstantin Bodin und Georgi Voitech, die Byzantiner bei Skopje zu schlagen. Byzanz gelang es eine erfolgreiche Gegenoffensive zu führen, obwohl es erst ein Jahr vorher schwere Angriffe durch die Seldschuken in Armenien erlitten hatte. Die Aufständischen erlitten ihre erste Niederlage bei Kastoria und verloren infolgedessen die Kontrolle über Skopje. Zum Schluss wurden sie endgültig bei Taonij (im südlichen Teil des Amselfeldes) geschlagen.

## Kriege zwischen dem Byzantinischen Reich und dem Zweiten Bulgarenreich (12.–14. Jahrhundert)

### Wiederherstellung des bulgarischen Staates (1185/1186–1202)

Karte der mittelalterlichen Stadt Weliko Tarnowo – Hauptstadt des Zweiten Bulgarenreiches

Die byzantinische Herrschaft in den Nordgebieten des Ersten Bulgarenreiches konnte im letzten Viertel des 12. Jahrhunderts von den Bulgaren nur abgeschüttelt werden. weil Byzanz in Folge der Nomadeneinfälle aus den die Schwarzmeerregion umgebenden Steppen (Petschenegen, Torki, Kumanen) geschwächt war. Diese Nomadeneinfälle hatten bereits im 11. Jahrhundert begonnen. Im Laufe der Zeit hob sich die örtliche bulgarische Aristokratie, der Byzanz die Verteidigung der Gebiete an der Donau und auf der Balkanhalbinsel anvertraut hatte, immer mehr politisch und wirtschaftlich heraus.
Im Herbst 1185 (oder Frühjahr 1186 – nach einer anderen Chronologie) führten die Brüder Theodor und Assen einen Aufstand der Bevölkerung nördlich des Balkangebirges an, der sich gegen den byzantinischen Kaiser richtete (Aufstand von Assen und Peter). Theodor, der ältere von beiden, wurde zum Zaren ausgerufen und nahm den Namen Peter an, den auch der Herrscher des Ersten Bulgarenreiches getragen hatte (Simeon Sohn Peter I.) und auch die Anführer von Aufständen gegen die byzantinische Herrschaft im 11. Jahrhundert.
In den folgenden beiden Jahren (1185–1187 oder 1186–1188) unternahm der byzantinische Kaiser Isaak II. bzw. dessen Feldherren Johannes Dukas, Johannes Kantakuzenos und Alexios Branas einige Feldzüge, um die Aufständischen zu zerschlagen. Der erste Feldzug des Kaisers, der ihn nördlich des Balkangebirges führte, war erfolgreich: ein Teil der Aufständischen unterwarf sich ihm während ein anderer Teil sich nach Norden über die Donau zurückzog. Der Erfolg war jedoch nur zeitweilig, da Assen und Peter schnell wieder die Kontrolle über Moesia (die Region nördlich des Balkangebirges, zwischen Balkangebirge und Donau gelegen) erlangten und mit Unterstützung der Kumanen den Krieg nach Thrakien trugen. Nachdem es in der Schlacht bei der Festung Lardeja (1186 oder 1187) keinen eindeutigen Sieger gab, warf Isaak II. seine Armee erneut in die Region nördlich des Balkangebirges. Die dreimonatige Belagerung von Lowetsch (1187) im Frühjahr 1187 (oder 1188) führt auch nicht zu einem positiven Ergebnis für die Byzantiner. Der byzantinische Kaiser schloss mit Peter und Assen einen Waffenstillstand und erkannte damit de facto den bulgarischen Staat an, dessen neues Zentrum Weliko Tarnowo war.
Ab Sommer 1186 nahmen auch die Kumanan als Verbündete der Bulgaren aktiv an den Kriegen teil, die Assen und seine Brüder gegen Byzanz führten. Einige historische Forschungsarbeiten schreiben den Kumanen eine „entscheidende Rolle bei der Schaffung des Tarnower Zarenreiches“ (= Zweites Bulgarenreich) zu. In anderen Arbeiten wird dagegen betont, dass die nur leicht bewaffnete, dafür aber schnell bewegliche Reiterei der Kumanen eher eine Hilfsrolle (Diversion, Beutezüge in feindlichen Gebieten) bei den Siegen der Bulgaren hatte.
Der in Lowetsch vereinbarte Frieden hielt nur kurz. Peter und Assen versuchten mit dem deutschen Kaiser Barbarossa ein Bündnis gegen Byzanz zu schließen, als dieser den Dritten Kreuzzug anführte und dabei durch die Balkanregion zog (1189–1190). Dieses Bündnisbemühen veranlasste Isaak II. einen dritten Feldzug gegen Nordbulgarien zu unternehmen. Die Byzantiner erreichten und belagerten Weliko Tarnowo, erlitten dabei jedoch im Sommer 1190 eine vernichtende Niederlage, als die Bulgaren sie in der Schlacht von Trjawna (genauer: am Trjawna-Pass in der Nähe von Trjawna) vernichtend schlugen. Damit war die Existenz des zweiten Bulgarenreiches endgültig bestätigt.
Unter Führung von Assen gingen die Bulgaren zum Angriff über, der sich gegen die Region südlich des Balkangebirges richtete. Nach dem byzantinischen Chronisten Niketas Choniates war das Ziel der Bulgaren, bereits seit Beginn ihres Aufstandes, die Gebiete von Moesia und Makedonien unter einer Herrschaft zu vereinigen, so wie es zur Zeit des Ersten Bulgarenreiches der Fall war. Die Verschwörung des byzantinischen Feldherrn Konstantin Angelos gegen Isaak II. im Jahr 1193 erleichterte es Assen, seine gesteckten Ziele zu erreichen. Die bulgarische und kumanische Streitmacht drang tief nach Thrakien ein und zerschlug 1194 die Byzantiner in der Schlacht von Arcadiopolis (1194) (Zar Iwan Assen I. gegen Alexios Gid und Basil Vatatsi †). Der Versuch der Byzantiner einen Gegenangriff mit Unterstützung der Ungarn zu unternehmen, wurde im Frühjahr 1195 abgewehrt, nachdem Isaak II. von seinem Bruder Alexios III. gestürzt wurde. Assen eroberte Sredez und zog mit seiner Streitmacht das Strumatal entlang des Unterlaufs der Struma Richtung Süden.
In der Schlacht von Serres (1196, Zar Iwan Assen I. gegen Sebastokrator Isaac) und in der Schlacht von Amphipolis (1196) wurden die Byzantiner von den Bulgaren geschlagen. Das Ende der byzantinische Herrschaft über die nordwestlichen Gebiete (Niš, Belgrad, Branitschewo bei Kostolac) war abzusehen. Der Angriff der Bulgaren wurden wegen der Ermordung von Iwan Assen I. durch seinen Cousin Iwanko und den nachfolgen ausgebrochenen Machtkämpfen in Weliko Tarnowo unterbrochen. In der Folge wurde auch Assens Bruder, Zar Peter IV., ermordet.

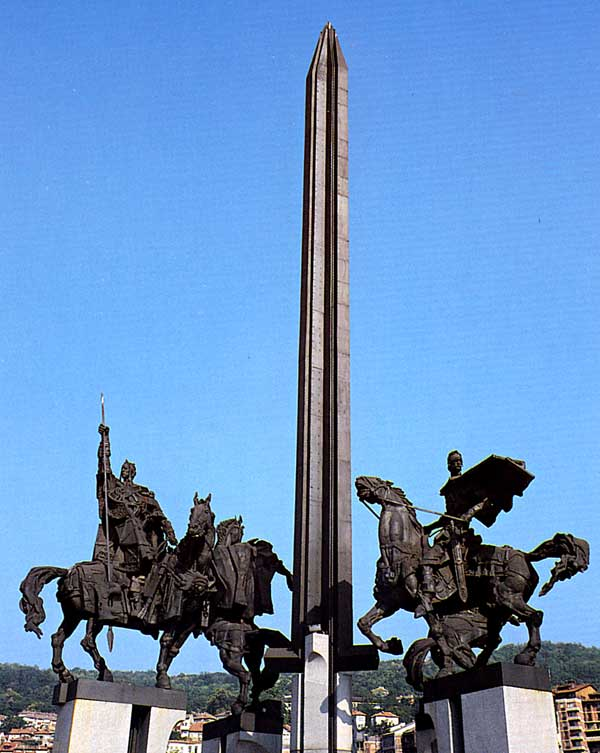
Denkmal der Asseniden in Weliko Tarnowo

Der Krieg ging auch weiter, nachdem Zar Kalojan, der jüngere Bruder von Peter und Assen, den Thron in Tarnowo bestiegen hatte. Der neue Herrscher der Bulgaren unterstützte seine Landsleute Iwanko und Dobromir Chrysos, die vom Byzantinischen reich einen Teil der Rhodopen und Makedoniens (1198–1200) abgetrennt hatten. Nachdem Iwanko von Alexios III. gefangen genommen wurde, initiierte Kalojan einen neuen antibyzantinischen Aufstand in Makedonien und Thessalien, der von Dobromir Chrysos und Manuel Kamytzes angeführt wurde. Im März des gleichen Jahres eroberte der bulgarische Zar Warna, die letzte unter byzantinischer Herrschaft verbliebene Stadt in Nordostbulgarien. Dieser langandauernde bulgarisch-byzantinische Krieg wurde 1201 oder Anfang 1202 durch einen Friedensvertrag beendet. In diesem Vertrag war Byzanz gezwungen einige der territorialen Gewinne des Tarnower Zarenreiches anzuerkennen, nicht jedoch den Zarentitel von Kalojan und auch nicht den Patriarchentitel für den höchsten bulgarischen Geistlichen.

### Kampf um das byzantinische Erbe: Tarnowo gegen Epirus und Nikaia

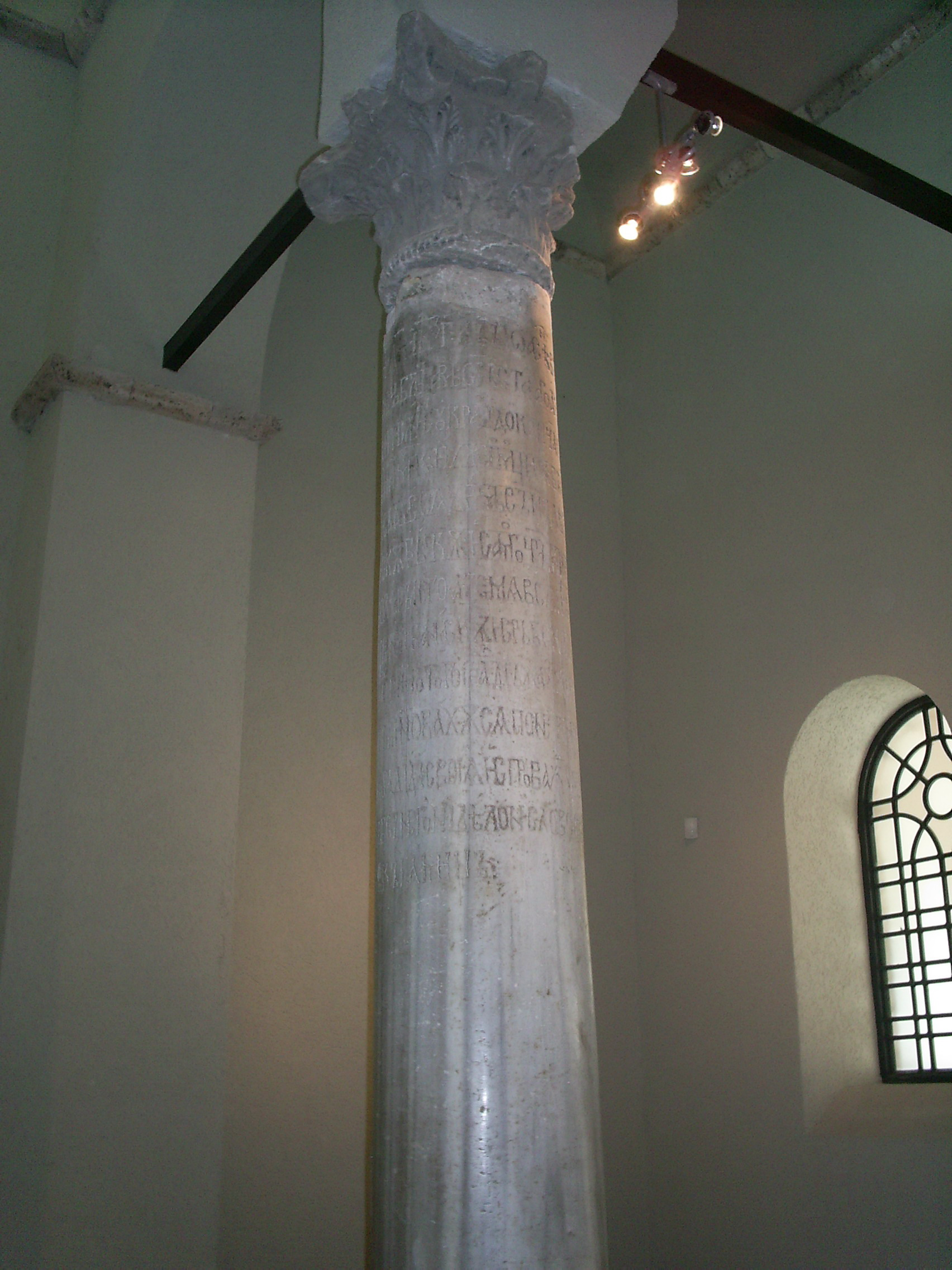
Säule von Iwan Assen II. in Weliko Tarnowo (Klosterkomplex der Heiligen Vierzig Märtyrer), auf der die Niederlage des byzantinischen Kaisers Theodoros I. Angelos vermerkt ist, als Bulgarien an drei Meeren lag

Konstantinopel wurde 1203 von den Kreuzrittern des Vierten Kreuzzuges überfallen. Kalojan lehnte es ab mit seiner Streitmacht Alexios III. zu Hilfe zu kommen und nutzte stattdessen die Schwierigkeiten der Byzantiner, um diejenigen Teile von Makedonien zu erobern, die mit dem Friedensvertrag von 1201 im Byzantinischen Reich verblieben waren.
Im April 1204 eroberten die Kreuzfahrer Konstantinopel und schufen die Grundlagen für das Lateinische Kaiserreich, das etwas länger als ein halbes Jahrhundert bestand. Vom Byzantinischen Reich blieben nur einige kleinere Länder in Nordwestgriechenland (Despotat Epirus), im östlichen Kleinasien (Kaiserreich Nikaia) und an der kleinasiatischen Schwarzmeerküste (Kaiserreich Trapezunt) übrig.
Die Griechen in Griechenland erkannten Kalojan als ihren Herrscher an, später zogen sie es dann aber vor sich den Lateinern zu unterwerfen. Seit der Schlacht von Adrianopel (1205), in der das Lateinische Kaiserreich von den Bulgaren und Kumanan geschlagen wurde, führten Epirus und Nikaia den Kampf für die Wiederherstellung des Byzantinischen Reiches.
Von den drei Nachfolgestaaten des Byzantinischen Reichs hatte nur das Despotat Epirus eine gemeinsame Grenze mit Bulgarien. Nach der Niederlage des unabhängigen bulgarischen Sebastokrators Sterz bei seinem Feldzug gegen die Serben 1214, eignete sich der Despot von Epirus Theodoros I. Angelos (herrschte 1215–1230) dessen Gebiete in Makedonien an. Theodoros’ aggressive Politik, der Thessaloniki und Edirne eroberte und sich zum Kaiser ausrief, führte 1230 zum Krieg mit dem Tarnower Bulgarenreich. Im Ergebnis der Schlacht von Klokotniza (1230) hörte das Despotat Epirus auf zu bestehen. Seine Gebiete in Thrakien, Makedonien und Albanien wurden dem Bulgarenreich einverleibt und Manuel I., der Herrscher der Gebiete in der Region Thessaloniki, Thessalien und Epirus wurde faktisch Vasall von Iwan Assen II.
Nach der Niederlage von Theodoros I. Angelos wurde das Kaiserreich Nikaia zum Hauptanwärter für die Wiederherstellung des Byzantinischen Reichs. Noch 1237 lag Bulgarien mit dem Kaiserreich Nikaia im Krieg und unterstützte den erfolglosen Versuch des lateinischen Kaisers die Verteidiger von Nikaia aus der Festung Zurulon, die die Randbezirke von Konstantinopel schützte, zu vertreiben. Nach dem Tod von Iwan Assen II. hat der nikeische Herrscher Johannes III. die Schwäche des Tarnower Bulgarenreiches genutzt und 1246 Ostthrakien, die Rhodopen und einen großen Teil von Makedonien zu erobern.
Der Versuch von Michael II. Assen, diese Gebiete zurückzuerobern, führte 1254–1256 zum Krieg. Anfangs hatten die Tarnower Truppen, unterstützt vom Aufstand der Bevölkerung in den Rhodopen, große Erfolge. Der Gegenangriff von Theodor II. zwang Zar Michael II. Assen 1256 den Frieden von Regin (bulg. Регински мир) zu schließen, mit dem das Kaiserreich Nikaia seine vor 10 Jahren erfolgte territoriale Erweiterung festigte.
Wegen der bulgarischen Niederlage brachen Kämpfe um den Zarenthron in Weliko Tarnowo aus. Zur gleichen zeit wurde das Bulgarenreich im Nordwesten von Ungarn bedroht. Unter dieser Konstellation gelang dem Kaiserreich Nikaia die Rückeroberung von Konstantinopel 1261, womit das Lateinische Kaiserreich sein Ende fand und das Byzantinische Reich wiederhergestellt wurde.

### Auseinandersetzungen in Bulgarien und das Erstarken des Byzantinischen Reichs (1261–1301)

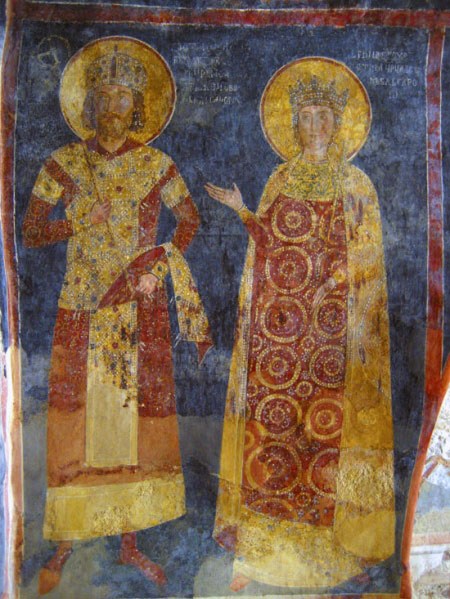
Zar Konstantin Tich Assen und Zarin Irene Doukaina Laskarina

Nach der Zeit der lateinischen Herrschaft in Konstantinopel trat eine Änderung in den strategischen Zielen der militärischen Auseinandersetzungen zwischen Bulgarien und Byzanz ein. Byzanz verfolgte nicht mehr das Ziel das Bulgarenreich zu vernichten, sondern wollte viel mehr territoriale Gewinne in Thrakien erzielen. Mit kleinen Ausnahmen, verfolgten die bulgarischen Zaren nach Kalojan und Iwan Assen II. nicht mehr das Ziel der Eroberung von Thessaloniki und Konstantinopel. Stattdessen konzentrierten sie sich darauf die von Bulgaren bewohnten Gebiete (Thrakien, Rhodopen, Makedonien) zu halten. Im Vergleich mit den anderen Feinden des Byzantinischen Reichs wurden die Bulgaren zu einem zweitrangigen Faktor der byzantinischen Außenpolitik.
1262 brach ein langanhaltender Krieg zwischen dem zweiten Bulgarenreich und dem wiederhergestellten Byzantinischen Reich aus. Einer der Gründe für diesen Krieg war, dass der byzantinische Kaiser Michael VIII., der anfangs Zar Konstantin Tich Assen gegen Mizo Assen unterstützte, plötzlich anfing den neuen Anwärter auf den Thron in Tarnowo zu unterstützen.
Zu Beginn der Kriegshandlungen eroberte Konstantin Tich Assen eine Reihe von Festungen in Ostthrakien. Gleichzeitig eroberte die bulgarische Armee einen Teil von Makedonien.
Der byzantinische Heerführer Michail Tarchaniot (bulg. Михаил Глава Тарханиот) führte 1263 einen erfolgreichen Angriff an, durch den die Bulgaren viele Städte in Thrakien verloren: unter anderem Plowdiw und Mesembria (wurde von Mizo Assen an Byzanz übergeben). Zar Konstantin Tich Assen antwortete darauf 1265 mit neuen Einfällen in Ostthrakien mit Unterstützung der Tataren, erzielt aber keine dauerhaften Erfolge. Der Krieg endete 1269 mit einem Vertrag, der durch die Ehe des bulgarischen Zaren mit der Nichte von Michael VIII. gefestigt wurde. Die zweiseitigen Beziehungen blieben jedoch bis zum Ende der Zarenherrschaft von Konstantin Tich Assen feindschaftlich.
Mit dem Aufstand von Iwajlo 1277 begann in Bulgarien wieder einer der internen Kriege. Nach der Niederlage von Konstantin Tich Assen im Kampf gegen die Aufständischen wurde Iwajlo, Sohn des Mizo und Enkel von Iwan Assen II., vom byzantinischen Kaiser Michael VIII. zum Zaren ausgerufen. Michael VIII. schickte Iwajlo mit dessen Truppen in das Gebiet nördlich des Balkangebirges, um sein Zarenreich in Besitz zu nehmen (1278).
Da Iwajlo mit den Tataren beschäftigt war, die in Nordostbulgarien eingedrungen waren, gelang es dem Sohn von Mizo den Thron in Tarnowo an sich zu reißen und sich als Zar Iwan Assen III. zu krönen. Das war ihm auch möglich, weil er von einem Teil der bulgarischen Elite unterstützt wurde. Die Byzantinischen Truppen unter Führung von Michail Tarchaniot eroberten fast ganz Moesia und drangen nach Westen bis Widin vor. Sie umzingelten Iwajlo in der Festung Durostorum (heute Silistra). Diese byzantinischen Erfolge waren aber nur kurzzeitig. Der Krieg nahm 1279 eine Wendung zu Gunsten von Iwajlo, als er zwei byzantinische Armeen zerschlug, die Iwan Assen III. zur Hilfe eilten (Schlacht von Dewnja; 17. Juli 1279, Zar Iwajlo gegen Murin). Danach war Iwan Assen III. gezwungen nach Byzanz zu flüchten: zum einen wurde er von den Aufständischen unter Iwajlo bedroht, zum anderen von einer Verschwörung der Boljaren in Tarnowo. Somit war der Versuch von Michael VIII. gescheitert sich Bulgarien mittels eines von ihm abhängigen Zaren auf dem Thron in Tarnowo Bulgarien zu unterwerfen.
Unter Kaiser Andronikos II. (Byzanz) (1282–1328) und Zar Georgi I. Terter (1280–1292) wurde zwischen Tarnowo und Konstantinopel ein Frieden geschlossen. Der nachfolgende bulgarische Zar Smilez (1292–1298) führte zu Beginn seiner Herrschaft einen Krieg gegen Byzanz, wurde aber von Michail Tarchaniot geschlagen und war gezwungen um Frieden nachzusuchen. Bald nach dem Tod von Smilez war das Tarnower Zarenreich innerlich destabilisiert. Erneut versuchten die Byzantiner, wie schon einmal zur Zeit von Iwajlo, ihren Mann auf den Thron von Tarnowo zu hieven, dieses Mal gegen den Zaren Todor Swetoslaw (1300–1321). Der erste Anwärter war Michael Tich Assen, der Sohn von Konstantin Tich Assen, dessen Feldzug gegen Tarnowo 1300/1301 mit einer Niederlage endete. Etwas später schickte Byzanz den Sebastokrator Radoslaw zusammen mit byzantinischen Truppen nach Bulgarien, er war einer der Brüder von Smilez (insgesamt waren es drei Brüder: Smilez, Radoslaw und Wojsil). Jedoch schlug auch dieser Versuch fehl: Radoslaw wurde von Aldimir geschlagen, gefangen genommen und geblendet. Aldemit war der Herrscher des Despotats Kran (bulg. Крънско деспотство) und Verbündeter von Todor Swetoslaw.

### Bulgarisch-byzantinische Zusammenstöße am Vorabend und im Verlauf der osmanischen Eroberung (14. Jahrhundert)

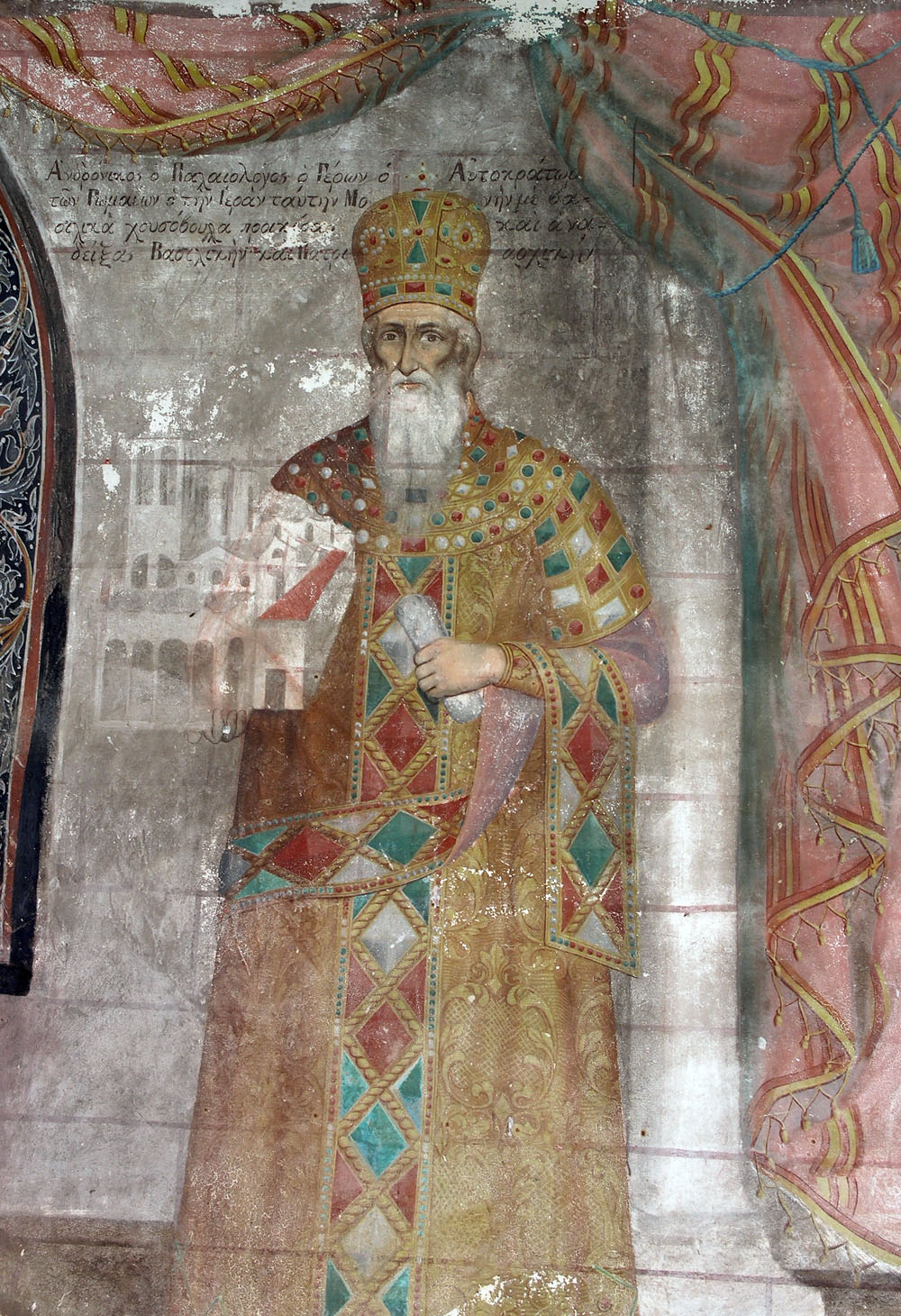
Andronikos II. als Ktitor des Klosters „Johannes der Täufer“ in Serres

Zar Todor Swetoslaw und Aldimir, der Despot von Kran, überfielen 1303–1304 die byzantinischen Besitzungen südlich des Balkangebirges. Ihnen fielen Mesembria, Sosopol und andere Städte in die Hände. Die byzantinischen Truppen, die sich ihnen entgegenstellten, wurden von Michael IX., dem Sohn des Kaisers, sowie von Smilez’ Bruder Wojsil und von Michail Tarchaniot angeführt.
In der Schlacht von Skafida (1304) wurden Wojsils Truppen von Todor Swetoslaw zerschlagen. Als Antwort unternahm Kaiser Michael IX. einen Angriff auf die Regionen in der Nähe des Balkangebirges, der jedoch erfolglos blieb. Nach einigen Erfolgen auf dem Schlachtfeld konnte Byzanz Aldimir auf seine Seite ziehen. Zar Todor Swetoslaw kämpfte jedoch erfolgreich gegen Aldimir und vernichtete sein Despotat. Der Krieg endete für das Zweite Bulgarenreich 1307 mit territorialen Gewinnen in Nordostthrakien.
Der bulgarische Zar Georgi II. Terter überfiel 1322 das byzantinische Thrakien und nahm Prowdiw ein. Das erfolgte auf dem Höhepunkt des Bürgerkrieges in Byzanz, der zwischen Andronikos II. und seinem Enkel Andronikos III. tobte. Andronikos III. gelang es, die bulgarische Streitmacht zu zerschlagen, die in die Umgebung von Edirne vorgedrungen war. Nach dem Tod von Georgi II. Terter traten im gleichen Jahr (1322) die Städte im Nordosten Thrakiens (zwischen Jambol und Mesembria) auf die Seite der Byzantiner. Bald nach der Krönung von Zar Michael III. in Tarnowo holte er sich seine verlorenen Gebiete, die erwähnten Städte, zurück. Er verlor jedoch Plowdiw, das von den Byzantinern aufgrund der Fahrlässigkeit des örtlichen Garnison eingenommen wurde. Michael III. gelang es den bulgarischen Verbündeten der Byzantiner, Wojsil, zu schlagen, der die Region am Balkangebirge um die Festung Anevo (oder auch Kopsis genannt; in der Nähe des Dorfes Anewo) beherrschte. Danach drang Michael III. tief nach Ostthrakien ein. Im Sommer 1324 wurde ein Friedensvertrag geschlossen, der den im Laufe der Kämpfe erzielten territorialen Status quo festschrieb. Der Konflikt flammt 1328 erneut auf, wurde aber durch eine Vereinbarung zwischen dem bulgarischen Zaren und Andronikos III. beigelegt. Andronikos III. hatte sich in der Zwischenzeit bereits endgültig im inneren Machtkampf gegen Andronikos II. durchgesetzt.

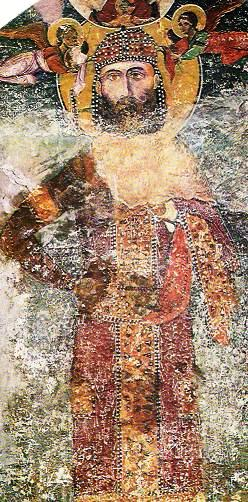
Ktitor-Porträt des Zaren Iwan Alexander im Batschkowo-Kloster

Nach der Niederlage und dem Tod von Michael III. in der Schlacht bei Welbaschd (28. Juli 1330) gegen die Serben eroberte Kaiser Andronikos III. erneut die Gebiete um Jambol und Mesembria. Er musste sie dann jedoch wieder abtreten, nachdem Zar Iwan Alexander (1331–1371) ihn in der Schlacht von Rusokastro (18. Juli 1332) besiegt hatte.
Die bulgarisch-byzantinischen Beziehungen verschlechterten sich 1341 erneut, als Byzanz seinen Verbündeten Umur (Herrscher des Emirats Aydın), mit dem Zentrum Smyrna – heute Izmir – schickte. Umurs Flotte erreichte die Donaumündung, wo sie die Stadt Kilija zerstörte. Im gleichen Jahr entbrannte in Byzanz ein Machtkampf zwischen Johannes VI. und der Regierung des minderjährigen Kaisers Johannes V. Zar Iwan Alexander mischte sich aktiv in die internen byzantinischen Machtkämpfe ein: die bulgarischen Truppen drangen entlang des Unterlaufs der Mariza vor. Im Bestreben, einen Verbündeten gegen Johannes VI. zu gewinnen, trat die Regierung in Konstantinopel dem bulgarischen Zaren in Tarnowo die Stadt Plowdiw und eine Reihe weiterer Städte in den Rhodopen ab. Um sich den Bulgaren entgegenzustellen, setzte Johannes VI. Truppen von Umur, dem Emir von Aydın, ein. Die Türken aus Aydın, später auch die osmanischen Türken, verwüsteten die bulgarischen Gebiete in Thrakien stark.
Der osmanische Angriff auf Thrakien in den 1350er und 1360er Jahren beendete die bulgarisch-byzantinischen Konflikte. Der letzte Krieg zwischen Trnowo und Konstantinopel fand 1364 statt, als Johannes V. die Städte Anchialos (heute Pomorie) und Mesembria einnahm. Zwei Jahre später nahm Graf Amadeus VI. von Savoyen auf Bitten der Byzantiner die Städte Agatapolis (heute Achtopol) und Mesembria ein und übergab sie den Byzantinern.

## Ende der bulgarisch-byzantinischen Kriege
Im Jahre 1422 erlag das zweite Bulgarenreich endgültig den Schlägen der osmanischen Angriffe. 1453 wurde Konstantinopel eingenommen. Beide Reiche, das Byzantinische und das Bulgarenreich, wurden Teil des Osmanischen Reichs, womit die lange Folge der bulgarisch-byzantinischen Kriege für immer ihr Ende fand.